# Sława (1903)
Sława (ros. Слава) – rosyjski pancernik generacji przeddrednotów z okresu I wojny światowej, jeden z pięciu okrętów typu Borodino.
Budowany w latach 1902–1905 w Sankt-Petersburgu, nie został ukończony przed wypłynięciem na Daleki Wschód II Eskadry Oceanu Spokojnego, unikając w ten sposób losu siostrzanych jednostek, zatopionych lub zdobytych przez Japończyków. Przeznaczony do szkolenia przyszłych oficerów i specjalistów rosyjskiej marynarki, odbył wiele rejsów zagranicznych, głównie na Morze Śródziemne. W 1908 roku, w trakcie jednego z takich rejsów, jego załoga wzięła udział w niesieniu pomocy dla mieszkańców Mesyny poszkodowanych w trzęsieniu ziemi.
W latach 1910–1911 był poddany generalnemu remontowi, połączonemu z wymianą kotłów, w stoczni Forges et Chantiers de la Méditerranée w La Seyne. Podczas I wojny światowej wszedł w skład sił obrony Zatoki Ryskiej. Brał udział w walkach Floty Bałtyckiej z Kaiserliche Marine latem 1915 roku, a jego załoga wyróżniła się dzielnością w obliczu wroga. 4 października?/17 października 1917 roku, w czasie niemieckiego desantu na Wyspy Moonsundzkie odniósł poważne uszkodzenia w pojedynku artyleryjskim z niemieckimi pancernikami. Ponieważ na skutek zwiększonego zanurzenia okręt nie był w stanie sforsować Moonsundu, po ewakuacji załogi został zatopiony na jego płytkich wodach.

## Zamówienie i budowa

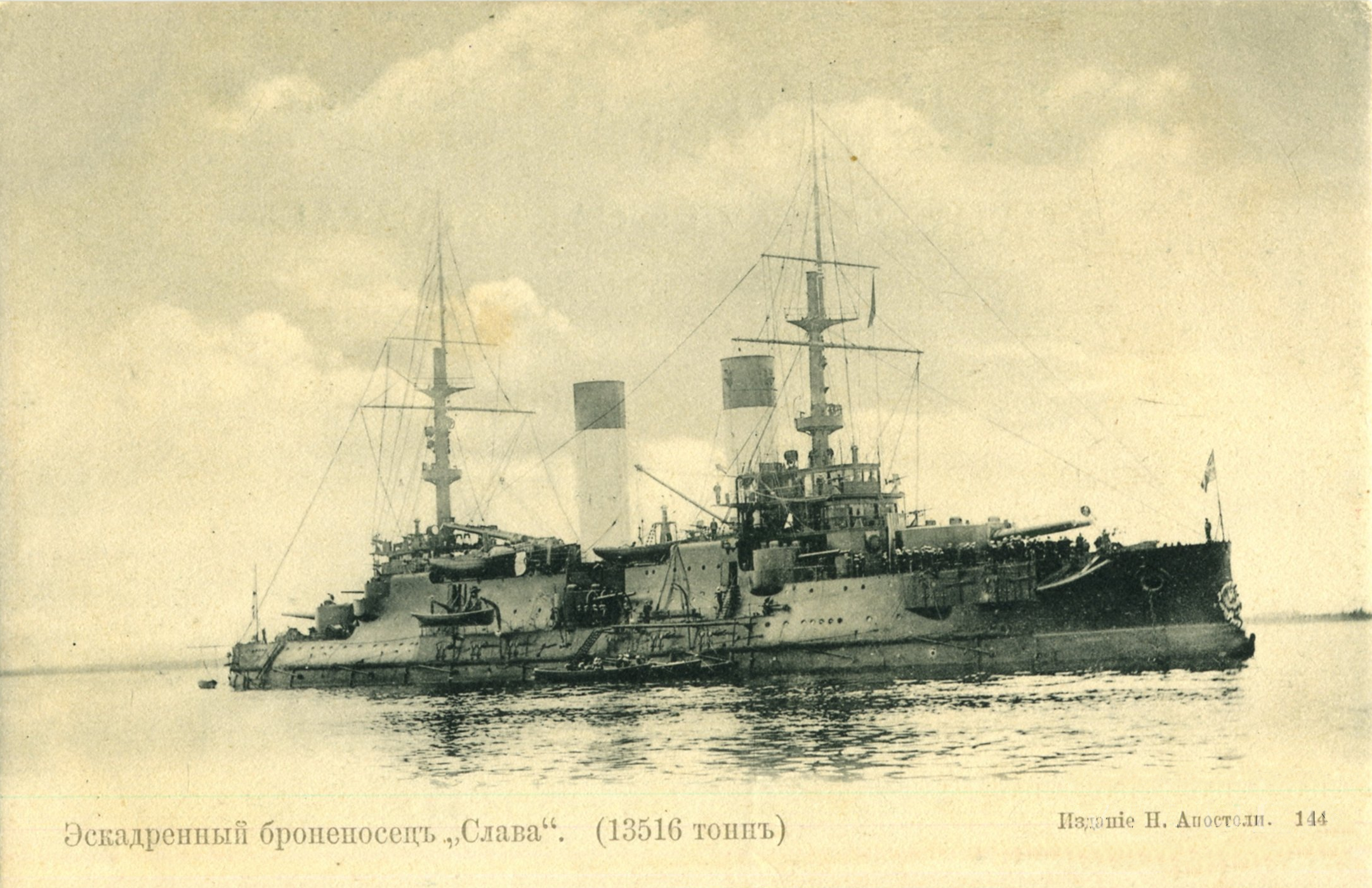
„Sława” na przedwojennej pocztówce

Na początku 1898 roku kierownicze gremia rosyjskiej marynarki wojennej podjęły decyzję o zamówieniu kolejnych pancerników w ramach wielkiego programu rozbudowy floty. W lutym tegoż roku Mikołaj II zatwierdził przekazanie do dyspozycji ministerstwa marynarki 90 milionów rubli na sfinansowanie programu budowy jednostek dla Floty Oceanu Spokojnego, wzmacnianej w obliczu wzrastającej ekspansywności Japonii. Dwie z nich powstały w stoczniach zagranicznych: „Retwizan” w Stanach Zjednoczonych, „Cesariewicz” we Francji. Projekt tego ostatniego stał się podstawą konstrukcji okrętów typu Borodino, których budowę zlecono stoczniom krajowym.
Trzy z nich: „Impierator Aleksandr III”, „Kniaź Suworow” i „Sława” zostały zakontraktowane w Stoczni Bałtyckiej (Bałtijskij sudostroitielnyj i miechaniczeskij zawod) w Sankt-Petersburgu – był to pierwszy w historii rosyjskiego budownictwa okrętowego przypadek budowy więcej niż dwóch dużych jednostek tego samego typu w jednej stoczni. 20 kwietnia?/3 maja 1901 roku wpisano „Sławę” (wówczas jeszcze „pancernik nr 8”) na listę okrętów Floty Bałtyckiej, co w rosyjskiej tradycji stanowiło pierwszy epizod historii jednostki (według innego źródła dokładna data wpisu nie jest znana). Płyty na kadłub pancernika gromadzono od września, a oficjalne położenie stępki nastąpiło 19 października?/1 listopada 1902 roku, po zwolnieniu pochylni przez zwodowanego „Kniazia Suworowa”. Zachowała się z tej uroczystości tradycyjna zakładnaja doska, srebrna plakietka o wymiarach 10 na 13 cm z wygrawerowanym rzutem bocznym okrętu i okolicznościowym tekstem. Budową kierował inżynier Dmitrij W. Skworcow, na dalszym etapie robót współpracował z nim inżynier K.J. Awierin.
Prace nad konstrukcją kadłuba przebiegały stosunkowo szybko i 16 sierpnia?/29 sierpnia 1903 roku odbyła się uroczystość wodowania kadłuba. Jednak w dalszym ciągu budowy wystąpiły znaczne opóźnienia. Złożyło się na to kilka przyczyn: nieregularne przekazywanie środków finansowych, ingerencje administracji i dworu w prace stoczniowe, problemy technologiczne oraz niedostateczne wyposażenie techniczne arsenału w Kronsztadzie, gdzie prowadzono roboty. W połowie 1904 roku, już w czasie wojny rosyjsko-japońskiej, zaawansowanie prac nad uzbrojeniem, maszynami i pozostałymi mechanizmami okrętowymi nie przekraczało 50%. Pomimo skierowania do pomocy dodatkowych 300 robotników było oczywiste, że „Sława” nie dołączy do II Eskadry Oceanu Spokojnego admirała Rożestwienskiego. Nie włączono jej również do III Eskadry, dowodzonej przez kontradmirała Nikołaja Niebogatowa. Planowane sformowanie IV Eskadry, której najsilniejszą i flagową jednostką miała być właśnie „Sława”, zostało zarzucone po otrzymaniu wieści o klęsce w bitwie cuszimskiej 14 maja?/27 maja 1905 roku. W ten sposób pancernik uniknął tragicznego losu czterech siostrzanych jednostek.
Na początku 1905 roku zakończono prace nad kadłubem okrętu, postępy robót przy uzbrojeniu, siłowni i pozostałych elementach wyposażenia pozostawały na różnym stopniu zaawansowania – odpowiednio około 90, 75 i 10–50%. Jeszcze przed wejściem jednostki do służby wprowadzono pewne zmiany w konstrukcji, uwzględniające doświadczenia wojny rosyjsko-japońskiej, między innymi zrezygnowano z marsów bojowych na masztach i podjęto decyzję o usunięciu uznanych za nieskuteczne lekkich dział pokładowych. 1 maja?/14 maja 1905 roku rozpoczęto próby morskie i jednocześnie pierwszą kampanię morską pancernika, chociaż formalne wcielenie okrętu do służby liniowej nastąpiło dopiero w październiku tegoż roku.

## Opis konstrukcji
Konstrukcja „Sławy” w zasadzie powtarzała projekt jej poprzednika na pochylni Stoczni Bałtyckiej, „Kniazia Suworowa”, chociaż, zgodnie z ówczesną praktyką, dla każdego z budowanych okrętów przygotowywano oddzielny komplet rysunków technicznych. Te dla „Sławy” były gotowe pod koniec lipca 1900 roku, dziewięć miesięcy przed wpisaniem jej na listę floty i 26 przed położeniem stępki. Oba okręty, za które odpowiadał konstruktor K. Awierin, były prawie identyczne, w większym stopniu odróżniając się od pierwszego „Impieratora Aleksandra III”. Różnicę stanowiły wieże artylerii: Zakładów Metalowych na „Sławie” i Zakładów Putiłowskich na pozostałych (wieże artylerii głównej „Sławy” miały bardziej wypukłe dachy, a artylerii średniej – płaskie). Oprócz rezygnacji z marsów bojowych, na „Sławie” nieco podwyższona została nadbudówka rufowa (o około metr) i wycięto nadburcia przy rufowych wieżach średniego kalibru.

### Charakterystyka ogólna

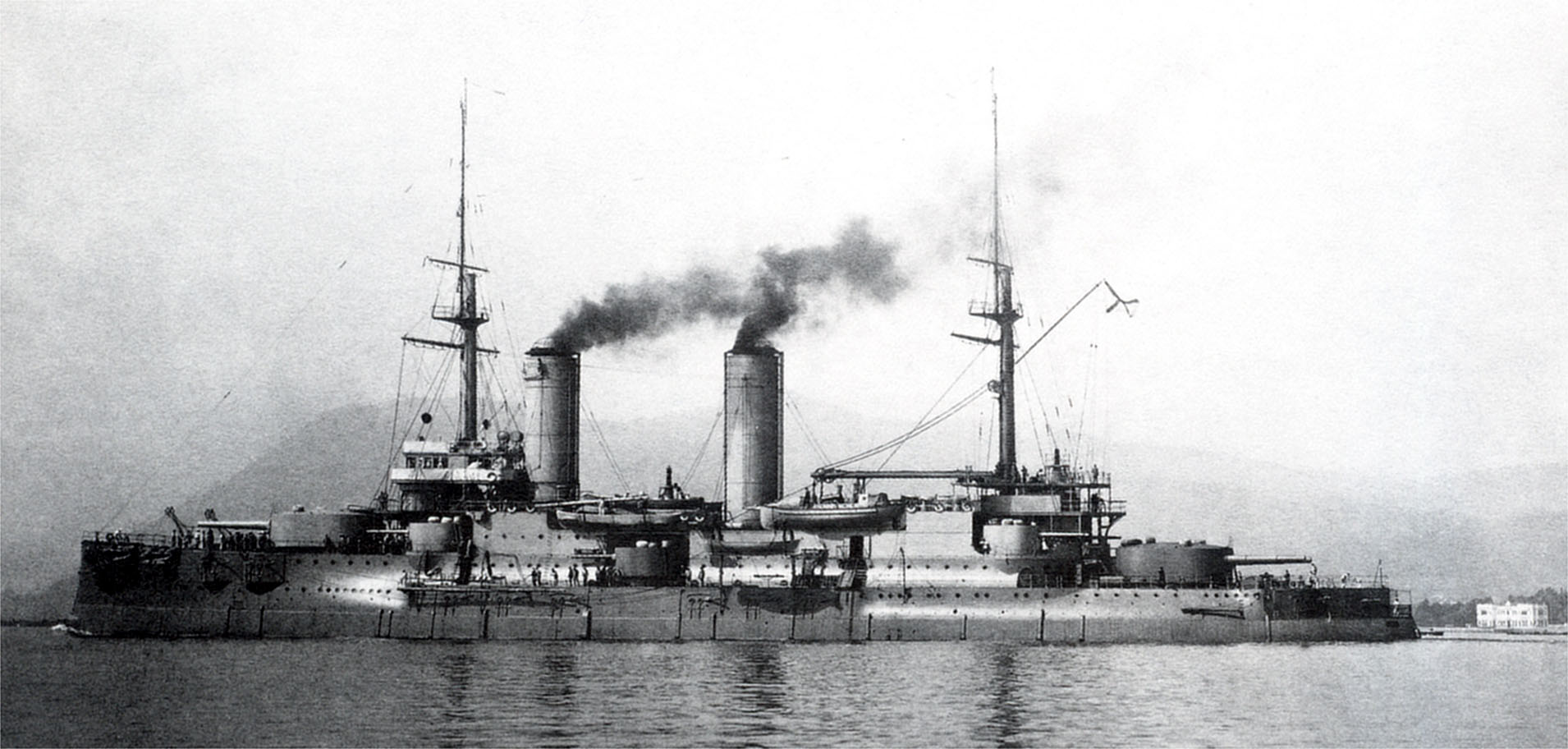
„Sława” w 1912

Konstrukcja kadłuba powtarzała w zasadzie rozwiązania zastosowane na pancerniku „Cesariewicz” i jego francuskim pierwowzorze – „Jauréguiberry” – opierając się na wzdłużno-poprzecznym układzie wiązań, z charakterystycznym dośrodkowym pochyleniem burt i wysoką wolną burtą na dziobie dla poprawienia dzielności morskiej. Stępka i osiem wzdłużników (po cztery na burtę) stanowiły oparcie dla 100 stalowych wręg, tworząc szkielet kadłuba. Odstęp pomiędzy wręgami wynosił 1200 mm. Kadłub został podzielony na 10 głównych przedziałów wodoszczelnych, każdy z własną instalacją odwadniającą. Grodzie pomiędzy przedziałami sięgały do dolnego pokładu pancernego. Wzdłużne grodzie przeciwtorpedowe grubości 38 mm biegły w odległości 2 m od poszycia burt i łączyły się ku górze ze skosami pokładu pancernego.
Przy rzeczywistej długości całkowitej 121,3 m oraz 118,95 na linii wodnej (różnej od wartości projektowej 121,34 m długości całkowitej i 114,73 m między pionami) i szerokości maksymalnej 23,19 m, faktyczna wyporność normalna pancernika wynosiła 14 415 ton metrycznych (projektowana 13 516 ton), a średnie zanurzenie 8,35 m. Początkowa wysokość metacentryczna wynosiła 1,28 m i spadała wraz ze zużyciem paliwa i zapasów, co powodowało niedostateczną stateczność poprzeczną okrętu i jego podatność na przechyły.
Po wejściu do służby etatowa załoga „Sławy” liczyła 28 oficerów oraz 744 podoficerów i marynarzy. Wraz ze zmianami w uzbrojeniu i wyposażeniu okrętu stan załogi wzrastał: w okresie przed wybuchem I wojny światowej etat przewidywał 27 oficerów, 21 konduktorów oraz 829 podoficerów i marynarzy. Kolejne zmiany liczebności załogi następowały w okresie służby wojennej. I tak na zakończenie kampanii 1916 roku jej stan wynosił 26 oficerów, 11 konduktorów, 121 podoficerów oraz 707 marynarzy. W latach 1906–1910, podczas pełnomorskich rejsów szkoleniowych, na pancerniku okrętowano dodatkowo około 150 kadetów. Oficerowie mieli do dyspozycji osobne kajuty na obu burtach śródokręcia, bliżej w stronę rufy znajdowały się pomieszczenia dla dowódcy okrętu oraz admirała i jego sztabu. Samą rufę zajmował obszerny (powierzchni około 65 m²) salon admiralski. Kajuty konduktorów i ich mesa znajdowały się na dziobie, przed dziobową wieżą artyleryjską, a wspólne pomieszczenia załogi za nimi w stronę śródokręcia, pomiędzy 21 a 48 wręgą, licząc od dziobu.
Pancernik posiadał zestaw łodzi okrętowych różnych rozmiarów i rodzajów. Według projektu miały to być: dwa 56-stopowe i dwa 40-stopowe kutry parowe, dwa 20-wiosłowe barkasy, po dwa 14- i 16-wiosłowe kutry, 6-wiosłowe welboty i bączki. Już w trakcie budowy, na podstawie doświadczeń pierwszych starć wojny rosyjsko-japońskiej, zrezygnowano z 56-stopowych kutrów, w zamian planując wyposażyć „Sławę” w doświadczalny pokładowy kuter torpedowy, zamówiony w brytyjskiej firmie Whitney. Po wejściu do służby faktyczny zestaw łodzi okrętowych obejmował: cztery 40-stopowe kutry parowe, po dwa barkasy, 16-wiosłowe kutry, welboty i bączki. W 1907 roku na pokład trafił wreszcie kuter torpedowy Whitneya, zastępując jeden z kutrów parowych. Trzy lata później zestaw łodzi został uzupełniony kutrem motorowym, przeznaczonym do użytku dowódcy lub admirała. W okresie I wojny światowej część dużych łodzi zdjęto.
Okręt wyposażono w dwie główne i jedną zapasową kotwicę systemu Martina, każda o masie 7,1–7,2 tony metrycznej, oraz dwie kotwice typu Admiralicji o masie po 1,9 tony. Łańcuchy kotwic głównych miały średnicę 63,5 mm oraz długość 150 sążni (277,5 m), zapasowej taką samą średnicę i długość 100 sążni (185 m).

### Urządzenia napędowe i instalacja elektryczna

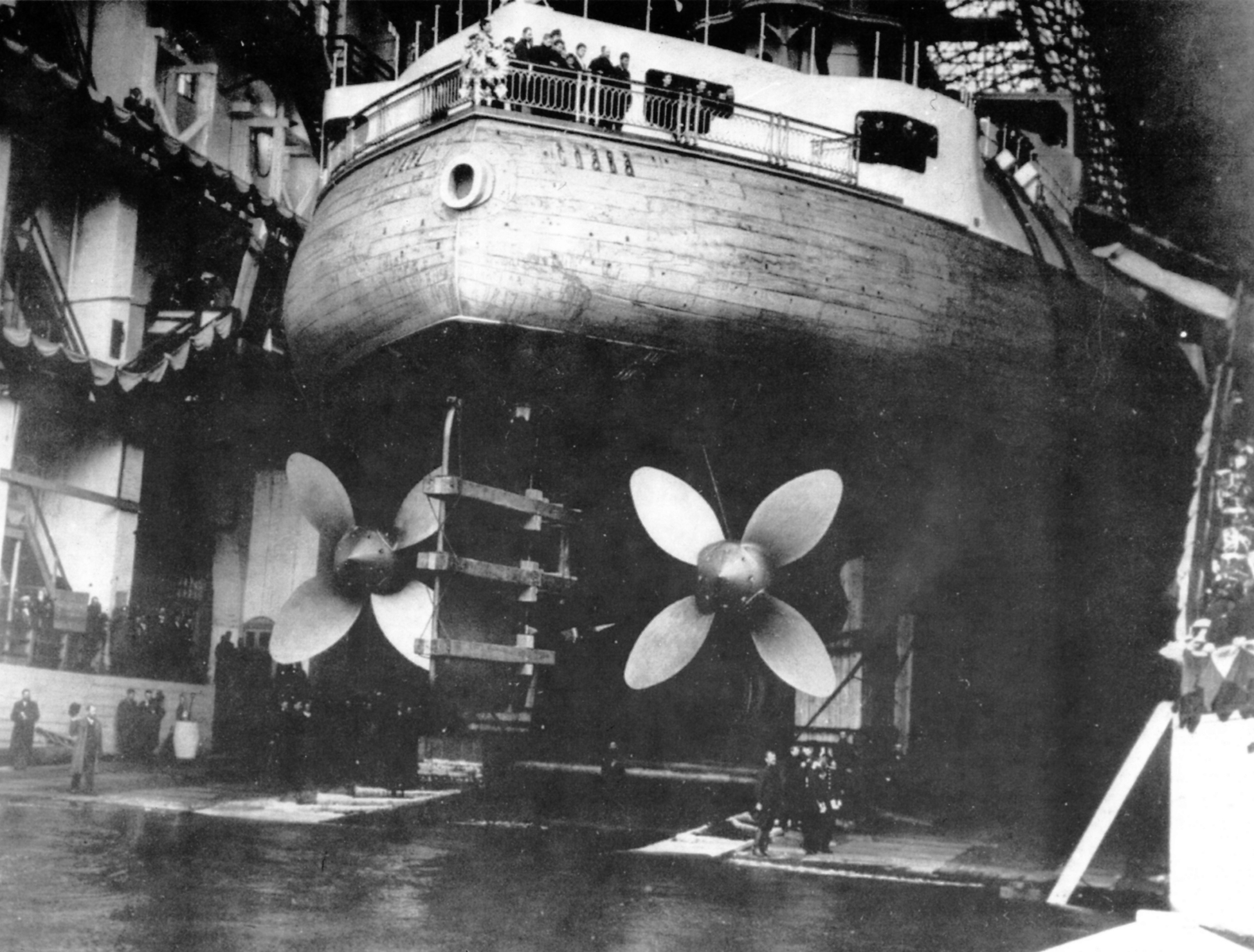
Rufa „Sławy” i jej śruby napędowe przed wodowaniem

„Sławę” napędzały dwie pionowe, czterocylindrowe maszyny parowe potrójnego rozprężania, wyprodukowane w Zakładach Bałtyckich. Średnice cylindrów wysokiego, średniego i dwóch niskiego ciśnienia wynosiły odpowiednio 838, 1372 oraz 1575 mm, skok tłoka 1143 mm. Według projektu łączna indykowana moc maszyn miała wynosić 15 800 KM, została nieznacznie przekroczona na próbach, gdy osiągnięto 16 365 KM przy 113 obrotach na minutę. Osiągnięto wówczas prędkość maksymalną 17,64 węzła przy projektowanej wartości 18 węzłów. Maszyny poruszały dwa wały napędowe z nastawnymi czterołopatowymi śrubami średnicy 5,8 m. Każda z maszyn została umieszczona w osobnym przedziale. Wadą maszynowni była niedostateczna wentylacja, co powodowało, że temperatura w pomieszczeniach sięgała nawet 50°.
Parę do maszyn dostarczało 20 kotłów parowych typu Belleville’a, o łącznej powierzchni grzewczej 3739 m² i ciśnieniu roboczym 21,1 kg/cm², rozmieszczonych w czterech kotłowniach. Spaliny były odprowadzane przez dwa kominy. Czas uzyskania gotowości kotłów do pracy wynosił w normalnym trybie dwie godziny, w sytuacjach nadzwyczajnych mógł być skrócony do 30 minut. Zapas wody kotłowej, przewożonej w podwójnym dnie, wynosił 420 ton i mógł być zwiększony dzięki dwóm wyparownikom o łącznej wydajności 150 ton na dobę. Ponadto do pozyskiwania wody pitnej służyły dwa aparaty destylacyjne o łącznej wydajności 24–25 ton na dobę. Normalny zapas węgla przewożonego w bunkrach na śródokręciu wynosił 1128 ton, maksymalny 1158 ton, co pozwalało teoretycznie wyliczyć zasięg okrętu na 5000 mil morskich przy prędkości ekonomicznej 10 węzłów. Faktycznie zasięg wynosił maksymalnie 2760 mil przy 10 oraz 2410 mil przy 12 węzłach.
„Sława”, podobnie jak wszystkie okręty typu Borodino, posiadała pojedynczy ster płytowy, poruszany bądź urządzeniem elektrycznym, bądź mechanicznym, napędzanym dwoma maszynami parowymi o mocy po 20 KM. W sytuacji awaryjnej możliwe było poruszanie steru ręcznie, ze stanowiska sterowego na rufie okrętu. Czas pełnego przełożenia steru z burty na burtę, przy prędkości ekonomicznej i spokojnej wodzie, wynosił minimalnie 18 sekund przy napędzie mechanicznym, 28 sekund przy elektrycznym oraz 2,5 minuty przy reżimie ręcznym. W trakcie prób morskich uzyskano dla prędkości 12 węzłów i wychylenia steru 15° na prawą burtę średnicę cyrkulacji równą 3,8 kabla i czas wykonania zwrotu o 180° 4 minuty i 25 sekund. Dla wychylenia steru o 30° na prawą burtę wartości te wynosiły odpowiednio 3,25 kabla oraz 5 minut. Czas pełnej cyrkulacji przy prędkości 12 węzłów i wychyleniu steru o 15° określono na 8 minut.
Instalacja elektryczna okrętu zasilana była w prąd o napięciu 105 V z czterech głównych i dwóch pomocniczych generatorów elektrycznych zasilanych silnikami parowymi. Miały one, odpowiednio, moc po 150 i po 64 kW. Główne generatory były umieszczone po dwa w każdej z maszynowni, pomocnicze w osobnym przedziale w linii symetrii kadłuba na śródokręciu pokładu bateryjnego. W przedziale tym zainstalowano również tablice rozdzielcze. W normalnym trybie pracy każdy z generatorów zasilał inną grupę mechanizmów, w warunkach bojowych możliwe było ich przełączanie do pozostałej części instalacji w razie potrzeby.

### Uzbrojenie
Głównym uzbrojeniem „Sławy” były cztery działa kal. 305 mm i długości lufy 40 kalibrów, umieszczone w dwóch wieżach artyleryjskich, po jednej na dziobie i rufie okrętu, na wysokości wręg 20/21 oraz 84. Działa zostały zaprojektowane i wykonane w Zakładach Metalowych w Petersburgu. Masa każdego wynosiła 42,75 tony, masa wieży bez dział około 180 ton, a całego stanowiska z barbetą 727,5 tony dla wieży dziobowej, 613,2 tony dla rufowej. Przy wyporności normalnej osie luf w położeniu spoczynkowym znajdowały się 9,02 (dziób) i 6,45 m ponad linią wodną. Działa wystrzeliwały pociski o masie 331 kg na odległość do 11 000 m przy kącie podniesienia równym 10° i prędkości wylotowej 792 m/s. Maksymalny kąt podniesienia wynosił 15°, minimalny –5°. Wieże miały elektryczny napęd mechanizmów obrotu z prędkością maksymalną 3°/sek. Faktyczny sektor ostrzału wieży dziobowej mierzył 254°, rufowej 260°, przy przyjętej w projekcie wartości 270°. Zapas pocisków i ładunków miotających liczył po 240 sztuk.

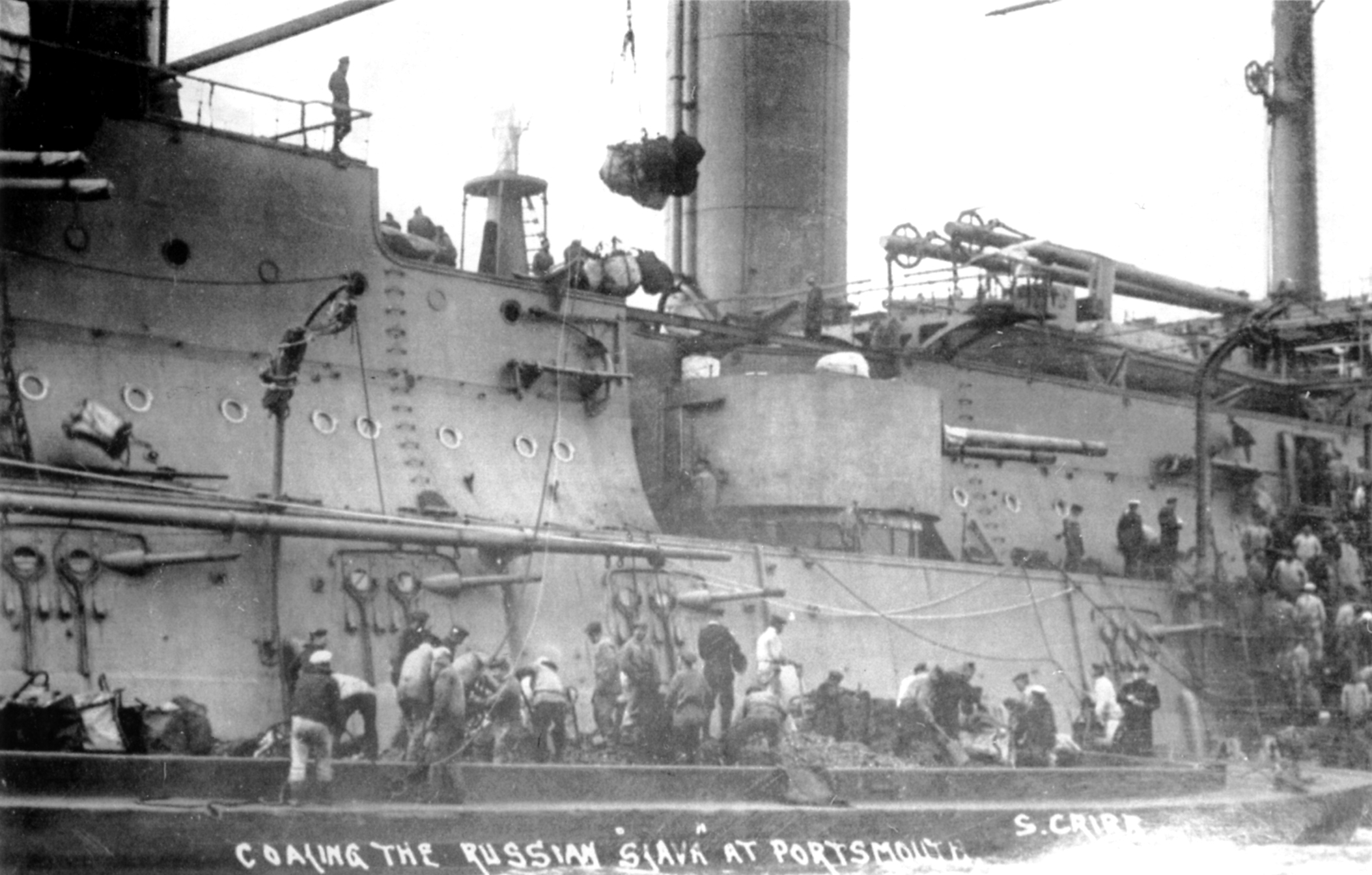
Bunkrowanie węgla w Portsmouth. Widoczne wieże dział kal. 152 mm oraz lufy dział kal. 75 mm w kazamatach.

Artyleria średniego kalibru składała się z 12 dział kal. 152 mm systemu Caneta, o długości lufy 45 kalibrów, wyprodukowanych w Zakładach Obuchowskich, umieszczonych w sześciu dwulufowych eliptycznych wieżach, po trzy na burtę, na wysokości wręg 31/32, 47/48 oraz 73/74. Wieże miały dość ograniczone kąty ostrzału, zawierające się w przedziale od 125 do 153° Ich producentem były Zakłady Metalowe w Petersburgu. Masa dział, w zależności od wersji, wynosiła od 5815 do 6290 kg, masa wież bez dział 49,8 tony. Ciężkie wieże były podatne na uszkodzenia, trudne w obsłudze i droższe w produkcji od tradycyjnych stanowisk w kazamatach. Osie luf znajdowały się odpowiednio na wysokościach (od dziobu): 8,71, 6,55 oraz 8,45 m powyżej linii wodnej. Działa wystrzeliwały pociski o masie 41 kg na maksymalny dystans 11 000 m, przy kącie podniesienia 20°. Przy dobrze wyszkolonej obsłudze szybkostrzelność wynosiła do 10 strzałów na minutę. Zapas pocisków liczył 9744 sztuki, po 812 na lufę, wraz z odpowiednią liczbą ładunków miotających.
Artylerię lekką stanowiło 20 dział kal. 75 mm i długości lufy 50 kalibrów, produkowanych przez Zakłady Obuchowskie na licencji Caneta. Były one umieszczone w kazamatach, po 10 na każdej z burt. Cztery (po dwa na burtę) miały stanowiska w części dziobowej, również cztery w części rufowej, pozostałe (po sześć na burtę) znajdowały się na ciągłym pokładzie bateryjnym na śródokręciu. Wysokość osi luf nad linią wodną wynosiła 5,72 m dla dział dziobowych, 2,89 m dla stanowisk na śródokręciu oraz 3,20 m dla dział rufowych. Zarówno kazamaty dziobowe, jak i śródokręcia, były narażone na zalewanie przez wodę przy wzburzonym morzu. Aby zapobiec wdarciu się wody w głąb kadłuba i utracie stateczności, z tyłu stanowisk na śródokręciu umieszczono stalową ściankę grubości 5 mm. Zapas nabojów zespolonych kal. 75 mm liczył po 360 sztuk na lufę. Już pod koniec budowy padały postulaty demontażu tych, uznawanych przez niektórych oficerów za nieprzydatne na wielkich okrętach dział, ale pozostały one na swoich stanowiskach aż do wybuchu I wojny światowej. Ostatnie zdemontowano, a ambrazury zamknięto, dopiero przed rozpoczęciem kampanii 1917 roku.
W początkowym okresie służby okręt miał na pokładzie również 20 lekkich dział szybkostrzelnych kal. 47 mm, sukcesywnie demontowanych jako nieskuteczne. W 1907 roku pozostały jedynie cztery z nich, wykorzystywane jako działka salutacyjne. Z dokumentacji fotograficznej wynika, że przynajmniej w niektórych okresach służby (być może po 1916 roku) na skrzydłach głównego i rufowego pomostu nawigacyjnego oraz na dachach wież artyleryjskich głównego kalibru znajdowały się karabiny maszynowe (do ośmiu luf). W okresie I wojny światowej zainstalowano na pancerniku uzbrojenie przeciwlotnicze: najpierw pojedyncze działo automatyczne Vickersa kal. 40 mm (zdjęte z kanonierki „Gilak”), uzupełnione później dwoma działami kal. 75 mm. W 1917 roku zdjęto automat Vickersa, dodając równocześnie kolejne dwa działa przeciwlotnicze kal. 75 mm.
Do wypracowania danych do strzelań wykorzystywano trzy dalmierze produkcji brytyjskiej firmy Barr & Stroud, o bazie optycznej 9 stóp oraz cztery, tego samego producenta, o bazie optycznej 4,5 stopy. Do oświetlenia celów w przypadku starć nocnych służyły cztery reflektory bojowe o średnicy lustra 750 mm.
Projekt pancerników typu Borodino przewidywał uzbrojenie każdego z okrętów w cztery wyrzutnie torpedowe kal. 381 mm: dwie nadwodne, na dziobie i rufie, oraz dwie podwodne, umieszczone za dziobową wieżą artylerii głównej. Jednak jeszcze w trakcie budowy zrezygnowano z obu nawodnych aparatów, jako potencjalnie niebezpiecznych w przypadku trafienia pociskiem artyleryjskim. Pozostawiono jedynie oba aparaty podwodne systemu Armstrong-Whitworth, niemal prostopadłe do osi symetrii kadłuba (odchylone w stronę lufy o 13,5°), z maksymalnym zapasem 10 torped wzoru 1898, o masie głowicy bojowej 64 kg i zasięgu 600 m przy prędkości 30 węzłów lub 900 m przy 25 węzłach. Aparaty te zdemontowano z okrętu zimą z 1915 na 1916 rok.

### Opancerzenie

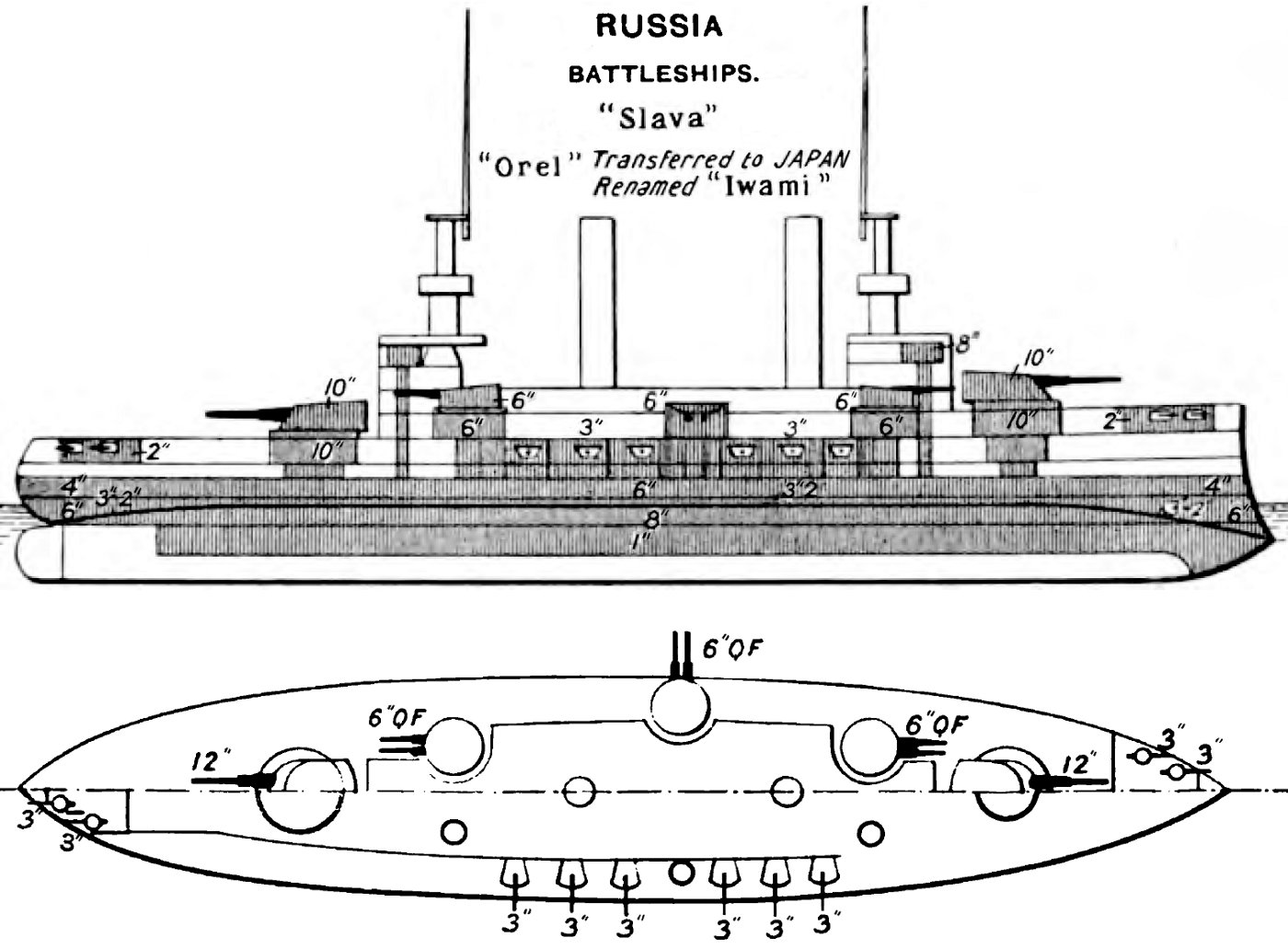
Uproszczony schemat opancerzenia

Głównym elementem opancerzenia kadłuba „Sławy” był burtowy pas pancerny wykonany ze stali Kruppa grubości maksymalnej 194 mm na śródokręciu, malejącej w kierunku dziobu i rufy do 145 mm. Jego szerokość wynosiła 1,98 m, z czego 1,47 m znajdowało się poniżej konstrukcyjnej linii wodnej. W praktyce, w związku z przeciążeniem okrętu, niemal cały pas pancerny znajdował się pod wodą. Powyżej znajdował się górny pas pancerny, szerokości 1,62 m i grubości maksymalnej 152 mm, malejącej do 102 mm w kierunku dziobu i rufy. Oba pasy były umieszczone na podkładce z drewna tekowego grubości 203 mm.
Pancerz poziomy okrętu tworzyły trzy pokłady pancerne: górny grubości do 51 mm w rejonie kazamat śródokręcia, artyleryjski grubości 32 mm na śródokręciu oraz 51 mm na dziobie i na rufie oraz dolny, wykonany ze stali konstrukcyjnej, ze skosami, grubości od 38 do 45 mm. Bojowe stanowisko dowodzenia, o rozmiarach wewnętrznych 5,29 na 3,2 m było chronione płytami pancernymi grubości do 203 mm na ścianach i do 38 mm na dachu. Korytarz wejściowy do stanowiska opancerzały 152 mm płyty ze stali Kruppa. Wieże artylerii głównej miały ściany grubości 254 mm i dachy 51 mm, barbety od 102 do 229 mm, ściany wież artylerii średniej i ich barbety do 152 mm, pancerz czołowy kazamat na pokładzie bateryjnym śródokręcia 76 mm. Masa całego opancerzenia wynosiła 4535 ton, co stanowiło 33,5% projektowanej wyporności normalnej okrętu.
Jak wszystkie ciężkie okręty swoich czasów, także „Sława” otrzymała sieci przeciwtorpedowe; brytyjskiego systemu firmy Bullivant & Co. Były one rozpościerane na każdej burcie na 11 wytykach grubości 152 mm i długości 7,3 m (ich liczbę zwiększono o dwa w stosunku do wcześniejszych okrętów). Już podczas pierwszego roku służby liniowej sieci te zostały uznane za kłopotliwe w użyciu i zdjęte. Projekt wyposażenia pancernika w sieci przeciwtorpedowe był rozpatrywany jeszcze dwukrotnie: na początku drugiej dekady XX wieku oraz po wybuchu I wojny światowej, ale ostatecznie nigdy nie został zrealizowany.

## Przebieg służby

### Kampania 1905 roku
W połowie maja 1905 roku swoją flagę na okręcie podniósł wyznaczony na dowódcę IV Eskadry kontradmirał N.A. Bieklemiszew. Po klęsce cuszimskiej niedoszłą eskadrę przeformowano w Oddział Szkolny Morza Bałtyckiego (Prakticzieskij otriad Bałtijskogo moria), którego zadaniem było opracowanie sposobów centralnego kierowania ogniem zespołu okrętów na dużych dystansach. W jego skład wchodziły także: stary pancernik „Impierator Aleksandr II” oraz nie mniej stare krążowniki „Pamiat’ Azowa” i „Admirał Korniłow”. Jednocześnie kontynuowano próby zdawczo-odbiorcze „Sławy”. 31 maja?/13 czerwca 1905 roku odbyła się oficjalna, sześciogodzinna próba pełnej mocy maszyn. 6 września?/19 września pokład pancernika odwiedzili cesarz Mikołaj II i cesarzowa Aleksandra Fiodorowna. Pięć dni później nowym dowódcą Oddziału Szkolnego został kapitan I rangi (komandor) Henryk Cywiński, który również wybrał „Sławę” na swój okręt flagowy.
Rok 1905 był pełen niepokojów w całym Imperium. 15 września?/28 września, w związku z wiadomościami o rozruchach, które wybuchły w Helsingforsie, „Sława” dołączyła do innych okrętów rosyjskich, które z gotowymi do strzału działami weszły na redę stolicy Wielkiego Księstwa Finlandii. Jednak w mieście zapanował już spokój i cała akcja zakończyła się bankietem, wydanym przez generał-gubernatora, księcia Obolenskiego, na który zaproszono również 40 oficerów Oddziału Szkolnego. Trzy dni później „Sława” została wysłana do Björkö, skąd eskortowała cesarski jacht „Polarnaja Zwiezda” w drodze powrotnej do Kronsztadu. Następnie pancernik odpłynął do Rewla, rozpoczynając zaplanowany, ośmiodniowy cykl strzelań ćwiczebnych. 30 września?/13 października okręty Oddziału Szkolnego (bez „Admirała Korniłowa”) weszły do portu w Rewlu, gdzie zaokrętował na ich pokłady pułk piechoty z tamtejszego garnizonu, wraz z artylerią i karabinami maszynowymi. Został on przewieziony do Peterhofu, dla ochrony carskiej rezydencji i linii kolejowej na wypadek rozruchów.
Po kilku dniach okręty wyszły w morze, a 10 października?/23 października zostały skierowane do Rewla, gdzie wysadziły na ląd desant marynarzy, mający za zadanie utrzymać porządek w opanowanym rewolucyjnym tumultem mieście. Po czterech dniach zostały skierowane na redę Kronsztadu, a pod koniec miesiąca ponownie wysłane do Helsingforsu, gdzie nasiliły się protesty przeciwko ograniczaniu autonomii Wielkiego Księstwa. Tam otrzymały rozkaz dowódcy Floty Bałtyckiej, nakazujący w związku z narastającym zalodzeniem zakończenie kampanii. 9 listopada?/22 listopada komandor Cywiński zdjął swój znak ze „Sławy”, która przeszła w ten sposób do rezerwy.
Po klęsce w wojnie z Japonią sytuacja strategiczna Rosji na Bałtyku była bardzo trudna. „Sława” była jedynym pozostającym w linii nowym pancernikiem – ocalały „Cesariewicz” po powrocie do kraju wymagał natychmiastowego remontu. W efekcie nie tylko niemiecka Kaiserliche Marine, ale także flota szwedzka posiadała zdecydowaną przewagę nad rosyjską, a obrona Petersburga od strony morza była iluzoryczna. W związku z tym zimą 1905/06 roku powołano komisję, która miała opracować plany poprawek w konstrukcji „Sławy”, głównie jej odciążenia. Jednak jedynym widocznym efektem jej obrad było sukcesywne demontowanie dział kal. 47 mm. Wpłynęła na to także świadomość, że mimo krótkiej historii służby pancernik pozostaje technologicznie w tyle za konstrukcjami zagranicznymi i w zasadzie nie spełnia wymogów ówczesnego pola walki. To, oraz braki kadrowe we flocie (po klęsce cuszimskiej mniej więcej co trzecie stanowisko oficerskie pozostawało nieobsadzone) spowodowały, że minister marynarki podjął decyzję o przeznaczeniu „Sławy” do szkolenia oficerów i kadetów w trakcie rejsów zagranicznych. W związku z tym na okręcie dodano pomieszczenia dla dodatkowych członków załogi i zainstalowano urządzenia chłodnicze zdjęte z krążownika „Rossija”.

### Rejsy zagraniczne
Kampania 1906 roku rozpoczęła się dla pancernika 1 czerwca?/14 czerwca, gdy wszedł w skład specjalnego oddziału okrętów do pływań zagranicznych (ros. Osobyj otriad naznaczennyj dla pławanija z korabielnymi gardiemarinami), popularnie zwanego gardemaryńskim. Obok „Sławy” zaliczono do niego także „Cesariewicza” i krążownik „Bogatyr’”. Zanim jednak rozpoczęto pierwszy daleki rejs, dały o sobie po raz kolejny znać niepokoje społeczne. Wśród robotników, przeprowadzających prace modernizacyjne na „Sławie” nie brakowało rewolucyjnych agitatorów, którzy znaleźli posłuch u niektórych członków załogi. W efekcie 8 lipca?/21 lipca 41 szeregowych marynarzy zostało aresztowanych i odstawionych do więzienia na lądzie. Następnego dnia okręty oddziału wypłynęły na wody Zatoki Fińskiej, gdzie przeprowadzono ćwiczenia, a przy tym, żeby podbudować morale pozostałej załogi, zniesiono niektóre rygory dyscypliny oraz wprowadzono dzienne przepustki na ląd. 15 lipca?/28 lipca „Sława” zawinęła do Rewla, gdzie wizytował ją minister marynarki, admirał Birilow.
17 lipca?/30 lipca wybuchł bunt wśród załogi twierdzy Sveaborg. Przeciwko buntownikom wysłano znaczne siły lądowe i morskie. „Cesariewicz” i „Bogatyr’” zostały wysłane dla wsparcia swą artylerią oddziałów walczących z buntownikami, natomiast załoga „Sławy” otrzymała rozkaz pozostania na kotwicy w morzu i zabunkrowania zapasu węgla. Historycy nie są zgodni (a zachowane dokumenty tego nie wyjaśniają) czy była to rzeczywista przyczyna pozostawienia okrętu, czy dowództwo, nie będąc pewne nastrojów marynarzy, nie chciało ryzykować kolejnego buntu na okręcie. Faktem jest, że w czasie kiedy oba wysłane okręty prowadziły intensywne bombardowanie pozycji na brzegu, „Sława” załadowała kilkaset ton węgla i, po doprowadzeniu okrętu i marynarzy do porządku, wieczorem dołączyła do reszty oddziału. Cały następny dzień pancernik spędził stojąc na kotwicy niedaleko brzegu, a marynarze otrzymali zgodę na kąpiel w morzu. Wieczorem zakotwiczył na wewnętrznej redzie Helsingforsu, a dla ochrony przez całą noc jego pobliże patrolował kuter parowy z załogą złożoną z podoficerów. Ostatecznie opuścił fińską stolicę 23 lipca?/5 sierpnia i wieczorem tego samego dnia, przy złej widoczności, wszedł na kamienistą mieliznę, nie odnosząc większych uszkodzeń. Następnie okręty oddziału zawinęły do Rewla. Przez następnych 18 dni pozostawały w porcie, pełniąc funkcję ochrony dla odbywającego się tam sądu nad uczestnikami buntów w Kronsztadzie, Sveaborgu oraz na krążowniku „Pamiat’ Azowa”. Załogi uczestniczyły również w wykonaniu wyroku na 52 podsądnych skazanych na rozstrzelanie. Następnie opuściły port i na kotwicach w morzu, a później w bazie w Kronsztadzie, rozpoczęły przygotowania do pierwszego rejsu zagranicznego. Przy tym z załogi „Sławy” usunięto 60 marynarzy uznanych za niepewnych politycznie.
Pierwszy rejs (1906–1907)
20 sierpnia?/2 września 1906 roku, po przeglądzie cesarskim, okręty oddziału pod flagą kontradmirała Boströma na „Cesariewiczu” opuściły Kronsztad. Trzy dni później zespół wpłynął do pierwszego zagranicznego portu: Kilonii, uroczyście witany przez władze miasta. W ciągu następnego tygodnia Rosjanie zwiedzili miejscową bazę Kaiserliche Marine, stocznię Germaniawerft i inne zakłady. Czas ten wykorzystano także na zabunkrowanie węgla sprowadzonego z Wielkiej Brytanii oraz uzupełnienie zapasów żywności. Następnie, przez Cieśniny Duńskie skierowano się do Bergen. 31 sierpnia?/13 września, podczas cumowania w norweskim porcie, jedna z kotwic „Sławy” zerwała się z mocowań wskutek awarii windy i utonęła wraz z odcinkiem łańcucha. Szczęśliwie nie było problemów z wydobyciem jej z płytkiej wody i zainstalowaniem na pokładzie przed wypłynięciem z Bergen 6 września?/19 września.
Trasa oddziału wiodła następnie na północ, wzdłuż wybrzeży Norwegii na Morze Barentsa. Rejs przebiegał w ciężkim sztormie, który spowodował nieznaczne uszkodzenia na okrętach, największe na krążowniku „Bogatyr’”. Po czterech dniach podróży i spotkaniu w morzu ze statkiem badawczym „Andriej Pierwozwannyj” zespół stanął na kotwicy w fiordzie Pieczenga. Przez kolejne sześć dni prowadzono tam szkolenie, usuwano uszkodzenia i odpoczywano. Grupa oficerów i marynarzy zwiedziła także monaster peczengijski. Kolejnym przystankiem była zatoka Kola, skąd rozpoczęto powrót na południe, zawijając w drodze do norweskich Hammerfest i Tromsø, brytyjskich Greenock i Barrow-in-Furness (postój tam połączono ze zwiedzaniem stoczni Vickersa i budowanego w niej krążownika „Ruryk”) oraz francuskiego Brestu, by w listopadzie zawinąć do Vigo.
Po dłuższym pobycie w hiszpańskim procie, w grudniu okręty skierowały się na Maderę, następnie do Kadyksu i Gibraltaru, a po wpłynięciu na Morze Śródziemne 20 grudnia 1906?/2 stycznia 1907 dotarły do Bizerty. Pozostały tam 40 dni, odbywając ćwiczenia na jeziorze Bizerta i zewnętrznej redzie portu, zawijając także do Tunisu. W tym czasie, i podczas całej drogi powrotnej, mechanicy „Sławy” zmagali się z awariami instalacji słonej wody, której miedziane rurki okazały się nieszczelne – problem ten trapił wcześniej także pozostałe pancerniki typu Borodino. W Bizercie nastąpiła zmiana na stanowisku dowódcy oddziału: odwołanego do Rosji admirała Boströma (został mianowany doradcą ministra marynarki) zastąpił komandor A.I. Rusin, dowódca „Sławy”, która stała się w ten sposób okrętem flagowym zespołu.
1 lutego?/14 lutego 1907 roku rosyjskie okręty opuściły wybrzeża Afryki Północnej, kierując się do Tulonu, gdzie „Cesariewicz” miał odbyć przegląd szwankujących maszyn w swej macierzystej stoczni. W drodze zespół rozproszył się w sztormie, „Sława” jako pierwsza dotarła do francuskiej bazy wieczorem 2 lutego?/15 lutego, pozostałe jednostki rano następnego dnia. W Tulonie okazało się, że zamiast spodziewanych pełnych zapasów węgla, przygotowano jedynie po 200 ton na każdy z okrętów. Pozostałą część udało się co prawda zakupić u miejscowych przedsiębiorców („Sława” zabunkrowała 1020 ton), ale po cenach rynkowych. Poza uzupełnieniem zapasów, załogi zwiedzały stocznie i miejscowe zakłady, także budowany dla Rosji krążownik „Admirał Makarow”.
Pod koniec lutego okręty opuściły Morze Śródziemne, kierując się, przez Gibraltar i Vigo, ku brzegom Wielkiej Brytanii i przeprowadzając w trakcie rejsu ćwiczenia artyleryjskie. W Portsmouth oficerowie zespołu mieli okazję obejrzeć nowo zbudowany pancernik „Dreadnought” po powrocie z jego pierwszego dłuższego rejsu, chociaż niechęć Brytyjczyków do ujawniania swych najnowszych osiągnięć sprawiła, że oprowadzono ich jedynie po pokładzie. Zwiedzano także między innymi miejscową stocznię marynarki, bazę wojenną i szkołę artylerzystów Royal Navy. 14 marca?/27 marca oddział wypłynął z Portsmouth i przez Morze Północne skierował się ku Cieśninom Duńskim. Cztery dni później „Sława”, płynąc na czele zespołu przez Wielki Bełt, otarła się dnem prawej burty o mieliznę, uszkadzając je nieznacznie na odcinku pomiędzy przednią wieżą kal. 152 mm a maszynownią. Pojawiły się co prawda przecieki, ale były na tyle niegroźne, że kontynuowano rejs.
Po krótkim postoju w Kilonii, gdzie uzupełniono zapas węgla i odnowiono wygląd okrętów przed powrotem do kraju, 29 marca?/11 kwietnia zespół wpłynął do rosyjskiej bazy w Libawie. Tam na pokłady okrętów weszli członkowie komisji, którzy przeprowadzili egzaminy dla gardemarynów i kadetów oddziału inżynierskiego. Ich rezultaty uznano później za bardzo obiecujące: 97 osób awansowano do stopnia miczmana, 31 podporucznika korpusu inżynierów-mechaników, pięć podporuczników korpusu inżynierów okrętowych. W związku z tym postanowiono wysłać oddział szkolny w kolejny zagraniczny rejs z nowym rocznikiem.
Drugi rejs (1907–1908)
Pod koniec kwietnia 1907 roku, gdy tylko stan zalodzenia Zatoki Fińskiej na to pozwolił, „Sława”, „Cesariewicz” i „Bogatyr’” przepłynęły do Kronsztadu. Drogę torował im lodołamacz „Jermak”. 7 maja?/20 maja nowym dowódcą oddziału szkolnego został mianowany kontradmirał Eberhardt, zaś komandor Rusin wrócił do funkcji dowódcy „Sławy”, która wkrótce została odstawiona do doku dla dokonania napraw i konserwacji części podwodnej. Wcześniej, 10 maja?/23 maja 1907, okręty oddziału wizytował Mikołaj II. Do września jednostki odbywały pływania z gardemarynami w rejonie Zatoki Fińskiej i północnego Bałtyku. We wrześniu 1907 roku nastąpiła zmiana w oficjalnej klasyfikacji rosyjskich okrętów: dotychczasowe pancerniki eskadrowe, jak „Sława” (ros. eskadriennyj bronienosiec), stały się okrętami liniowymi (liniejnyj korabl).
24 września?/7 października odbył się na redzie Kronsztadu przegląd cesarski. Car z carową odwiedzili pokłady wszystkich trzech okrętów, życząc ich załogom szczęśliwego rejsu. Po zabunkrowaniu węgla w Libawie, 30 września?/13 października „Cesariewicz” (flagowy), „Sława” i „Bogatyr’” rozpoczęły drugi rejs zagraniczny. Pierwszym wizytowanym portem była Kristiania, kolejnym Bergen, gdzie uzupełniono zapasy węgla. Następnie oddział popłynął do Wielkiej Brytanii, do Greenock. Tam oficerowie i kursanci zwiedzili produkujące dalmierze zakłady Barr & Stroud oraz stocznie. Kolejnymi przystankami były: francuski Brest, gdzie Rosjanie uzyskali zezwolenie na zaznajomienie się z najnowszymi pancernikami „Démocratie” i „Vérité” oraz krążownikiem pancernym „Léon Gambetta”; a potem hiszpańskie Vigo, w okolicach którego przez dwa tygodnie prowadzono ćwiczenia artyleryjskie.

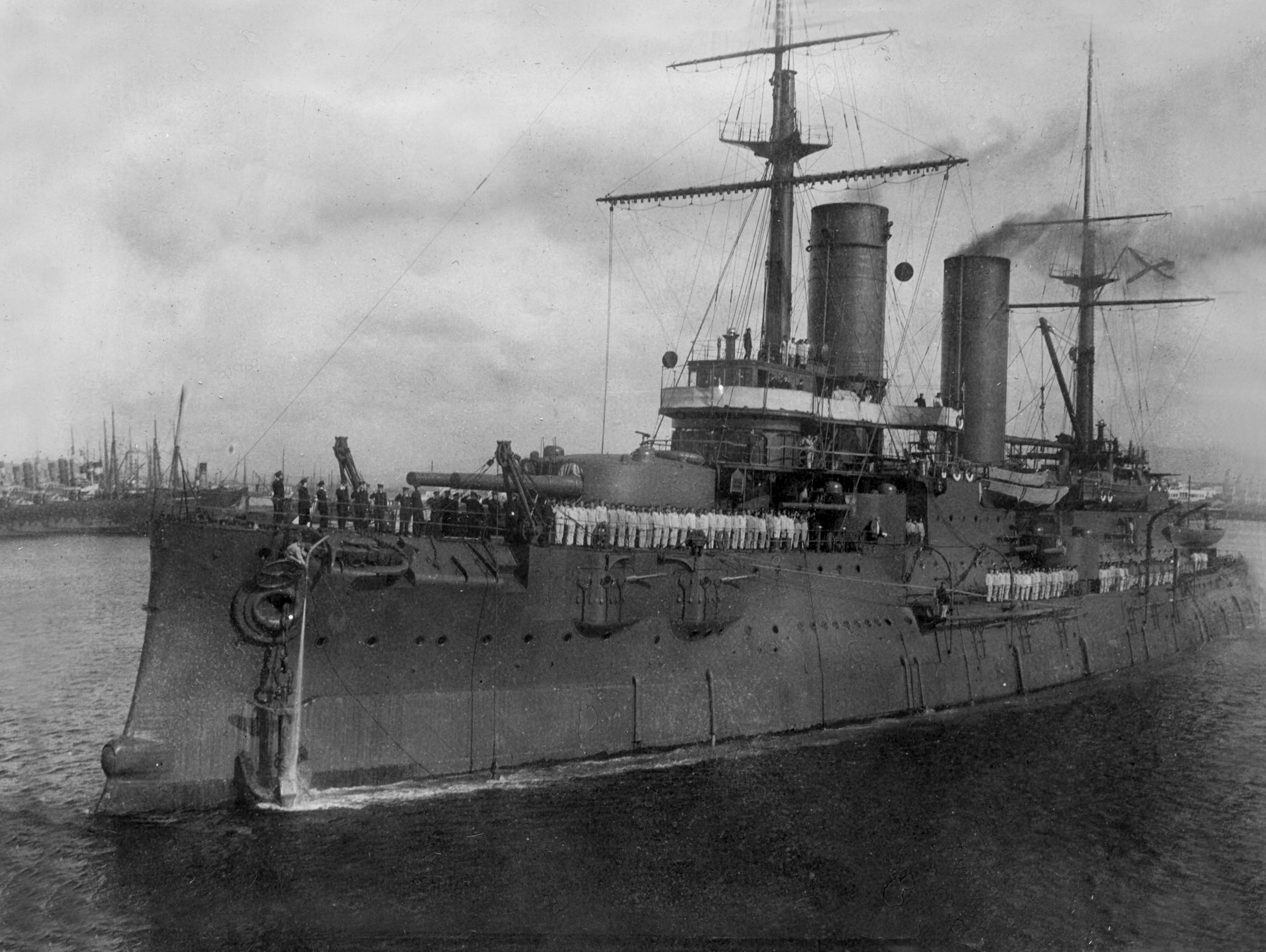
„Sława” w Pireusie, grudzień 1907

Po przyjęciu zapasu węgla zespół skierował się na Morze Śródziemne, w rejon tureckiego Marmaris. W drodze napotkał sztorm, w którym uszkodzenia odniósł „Bogatyr’”. U wybrzeży tureckich prowadzono intensywne ćwiczenia artyleryjskie i torpedowe, przerywając je jedynie na okres prawosławnych świąt Bożego Narodzenia, które spędzono w Pireusie. Tam rosyjskie okręty odwiedziła królowa Grecji, Olga Konstantinowna. Po powrocie do Marmaris nadal prowadzono ćwiczenia artyleryjskie, wykorzystując w charakterze celów zakupione specjalnie tureckie feluki. Podczas całego pobytu we wschodniej części Morza Śródziemnego zespół otrzymywał zaopatrzenie z kraju, przywożone z Morza Czarnego parowcami.
Po ostatecznym opuszczeniu Marmaris, 1 lutego?/14 lutego 1908 roku oddział zawinął do Navarino, gdzie uczczono pamięć bitwy 1827 roku. Tydzień później Rosjanie dotarli do Neapolu. Stamtąd kontradmirał Eberhardt, dowódcy obu pancerników i grupa oficerów udali się lądem do Rzymu, gdzie byli między innymi na audiencji u króla Wiktora Emanuela III. Po ich powrocie, 16 marca?/29 marca okręty opuściły Włochy kierując się do kraju. Płynąc przez Gibraltar, Vigo i Kilonię, 26 marca?/8 kwietnia dotarły do Libawy. Tam ponownie odbyły się egzaminy kursantów, a zespół wizytował minister marynarki, admirał Dikow.
W trakcie swego drugiego zagranicznego rejsu „Sława” przepłynęła około 11 500 mil morskich, nie odnotowując żadnych poważniejszych usterek w rodzaju tych, jakie trapiły jej mechanizmy rok wcześniej.
Trzeci rejs (1908–1909)
W połowie kwietnia 1908 roku „Sława” przebywała w Rewlu, w czasie kurtuazyjnej wizyty szwedzkiej eskadry z królem Gustawem V. Po krótkim pobycie w stoczni na okresowym przeglądzie i konserwacji, na pokłady okrętów oddziału szkolnego zaokrętowano kolejną grupę gardemarynów i uczestników kursów dla podoficerów. W lipcu rozpoczęto pływania szkolne po Zatoce Fińskiej, przerwane kolejną wizytą w Rewlu, gdzie Mikołaj II spotkał się z prezydentem Republiki Francuskiej, Armandem Fallièresem, przybyłym na pokładzie pancernika „Vérité”. Wkrótce rozpoczęły się przygotowania do trzeciego zagranicznego rejsu, w którym do zespołu miał dołączyć jeszcze krążownik „Oleg”, lecz po uszkodzeniach w wyniku wejścia na mieliznę musiał zostać skierowany na remont. Na jego miejsce wyznaczono inny krążownik, „Admirał Makarow”, który musiał jeszcze być przygotowany do dalekiego pływania.
Rejs rozpoczął się 4 października?/17 października, po ocenie uszkodzeń „Olega”, wykluczających go z oddziału. Tym razem jego dowódcą mianowano kontradmirała Litwinowa. Przez Cieśniny Duńskie, sztormowe Morze Północne i kanał La Manche okręty wpłynęły 8 października?/21 października do Plymouth. Tam po raz kolejny, dzięki przychylności gospodarzy, oficerowie i kadeci mogli zapoznać się z bazą wojenną i stoczniami, oglądając między innymi gotowy do wodowania pancernik nowej generacji „Collingwood”. Następnym portem było Vigo, gdzie zespół zatrzymał się na dwa tygodnie, prowadząc różnorakie ćwiczenia i szkolenia, by w listopadzie popłynąć na Morze Śródziemne, do Bizerty.
W Bizercie do oddziału, który prowadził intensywne ćwiczenia artyleryjskie, doskonaląc techniki strzelania zespołowego, dołączył „Admirał Makarow”. 30 listopada?/13 grudnia 1908 roku okręty przepłynęły do Augusty na Sycylii, w dalszym ciągu prowadząc ćwiczenia artyleryjskie. Pozostały czas zajmowały załogom między innymi regaty łodzi okrętowych, oficerowie zaś w soboty i niedziele otrzymywali przepustki na ląd. Nad ranem 15 grudnia?/28 grudnia potężne trzęsienie ziemi i wywołane przez nie tsunami zniszczyło sycylijskie miasto Mesyna. Na stojących na redzie Augusty rosyjskich okrętach nie zdawano sobie początkowo sprawy z rozmiarów tragedii – nie odczuto wstrząsów, nocni wachtowi zaobserwowali jedynie wielką falę, która poruszyła jednostki wokół kotwic. Gdy po całodniowych ćwiczeniach w morzu powróciły na miejsce kotwiczenia, do admirała Litwinowa zwrócili się z prośbą o pomoc przedstawiciele miejscowych władz, przybyli w towarzystwie rosyjskiego wicekonsula Makiejewa. Zorientowawszy się w rozmiarach katastrofy admirał Litwinow, po naradzie z oficerami, postanowił natychmiast, nie czekając na decyzje z kraju, udać się do Mesyny z „Cesariewiczem”, „Sławą” i „Admirałem Makarowem”. „Bogatyr’” pozostał jeszcze przez dobę na miejscu, by uzupełnić zapas węgla i podtrzymać komunikację telegraficzną z Rosją, potem dołączył do reszty jednostek.

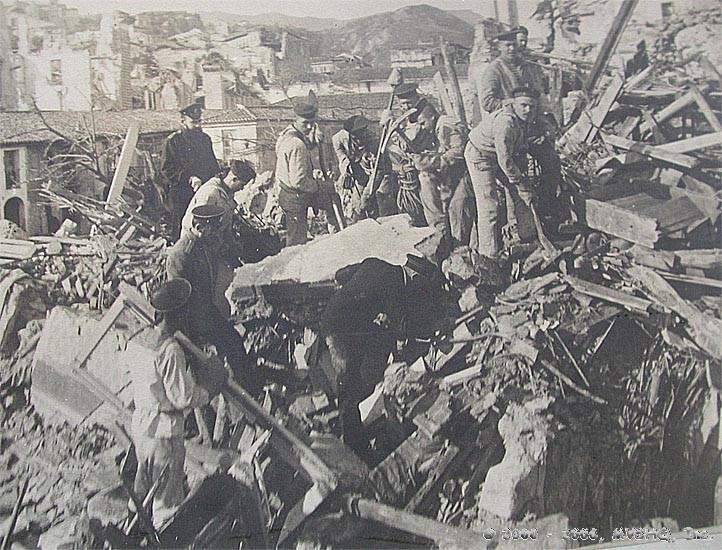
Rosyjscy marynarze pracujący wśród ruin Mesyny

Po dotarciu rankiem następnego dnia po trzęsieniu do Mesyny i pokonaniu problemów z zakotwiczeniem w zniszczonym porcie (na skutek katastrofy zmieniła się topografia portu i „Sława” straciła na nierozpoznanej głębinie jedną z kotwic wraz z łańcuchem), na ląd wysłano najpierw jednego z oficerów dla rozpoznania sytuacji, a następnie niemal całe załogi, z wyjątkiem ludzi niezbędnych do obsługi mechanizmów. Rosjanie wykazali się ogromnym poświęceniem w ratowaniu życia i zdrowia poszkodowanych wszędzie tam, gdzie było to możliwe, gasili pożary i usuwali gruzy. Na „Sławie” zorganizowano szpital, w którym udzielono pomocy około 700 rannym, przewiezionym następnie do Neapolu. W trakcie rejsu dziesięć osób zmarło na pokładzie pancernika i zostało pochowanych w morzu.
Tymczasem na pomoc zniszczonemu miastu przypływało coraz więcej okrętów, między innymi rosyjskie kanonierki „Gilak” i „Koriejec”, brytyjski krążownik „Sutlej” oraz włoski pancernik „Roma” z parą królewską na pokładzie. Załogi wszystkich włączały się do akcji ratunkowej. Rosyjskie okręty pozostały w Mesynie do 21 grudnia 1908?/3 stycznia 1909 roku, a ich wkład w pomoc dla zniszczonego miasta został oceniony bardzo wysoko. Pokłady obu pancerników wizytowali Wiktor Emanuel III i królowa Helena, która dziękowała marynarzom w ich ojczystym języku. W imieniu narodu swą wdzięczność wyraził włoski minister marynarki. W trakcie postoju w Neapolu „Sławę” odwiedził Maksim Gorki, specjalnie przybyły z Capri. Admirał Litwinow, dowódcy okrętów i lekarze zostali odznaczeni włoskimi odznaczeniami, wyróżniono także wielu spośród członków załóg, a wszyscy otrzymali pamiątkowe medale. Całą akcję, która przywróciła marynarce rosyjskiej prestiż utracony po klęsce z Japonią, szeroko relacjonowała prasa włoska i światowa.
Po zabunkrowaniu węgla w Auguście oddział szkolny skierował się do Aleksandrii, gdzie załogi otrzymały możliwość odpoczynku po przeżyciach w Mesynie. Następnie udano się w drogę powrotną, płynąc do Gibraltaru („Sława” zawinęła jeszcze po węgiel do Bizerty). Tam do zespołu dołączył wyremontowany krążownik „Oleg”. Tam też nastąpiło spotkanie Rosjan z amerykańską Wielką Białą Flotą w jej wokółziemskim rejsie. Na przełomie stycznia i lutego oddział (bez „Olega”) popłynął na Wyspy Kanaryjskie i Maderę, prowadząc w drodze ćwiczenia artyleryjskie, a następnie skierował się do Vigo, gdzie ponownie dołączył „Oleg”. Płynąc do kraju, zespół zawinął jeszcze do Portsmouth, gdzie był fetowany w związku z akcją w Mesynie. Podobne przyjęcie zgotowali Rosjanom mieszkańcy i władze Kilonii. Rejs zakończył się 17 marca?/30 marca 1909 roku w Libawie. „Sława” przepłynęła tym razem 10 896 mil morskich.
Następnego dnia okręty zespołu wizytował dowódca Floty Bałtyckiej, kontradmirał Essen, a cztery dni później także minister marynarki, kontradmirał Wojewodski. Rozpoczęły się egzaminy gardemarynów i kursantów, a po ich zakończeniu oddział powrócił do schematu rejsów szkoleniowych na Bałtyku z bazowaniem w Libawie i Rewlu, a po zejściu lodów z Zatoki Fińskiej w Kronsztadzie. W maju „Sława” została na dwa tygodnie odstawiona do doku na konserwację części podwodnej. 25 czerwca?/8 lipca, podczas wchodzenia do bazy w Libawie, pancernik uszkodził nieznacznie dno na nieoznaczonej kamienistej rafie. Dwa dni później, z okazji 200. rocznicy bitwy połtawskiej, na „Sławie” i pozostałych okrętach zespołu podniesiono wielką galę banderową, oddano salut cesarski z 31 salw, a wieczorem iluminowano jednostki. Lato upłynęło na krótkich rejsach szkoleniowych, ćwiczeniach i manewrach. W sierpniu gardemaryni wyznaczeni do rejsu zagranicznego przeszli z „Cesariewicza” i „Sławy” na pokłady krążowników „Bogatyr’”, „Aurora” i „Diana”. W zamian na „Sławie” zaokrętowano uczestników kursu kwatermistrzowskiego. Także w sierpniu pancernik wizytował po raz kolejny Mikołaj II.
Do końca kampanii 1909 roku „Sława” operowała wspólnie z krążownikami „Ruryk”, „Rossija” i „Admirał Makarow”, we wrześniu odbywając pod dowództwem admirała Essena jeden dłuższy rejs do brzegów Szwecji i wokół Gotlandii. 1 października?/14 października została przeniesiona do rezerwy i skierowana na remont, w trakcie którego między innymi wymieniono zużyte lufy dział głównego kalibru, zastępując je lufami nowego wzoru, z zamkami umożliwiającymi zwiększenie szybkostrzelności. Przeprowadzono także remont oraz konserwację mechanizmów, w tym urządzeń napędowych.

### 1910–1911: awaria i remont

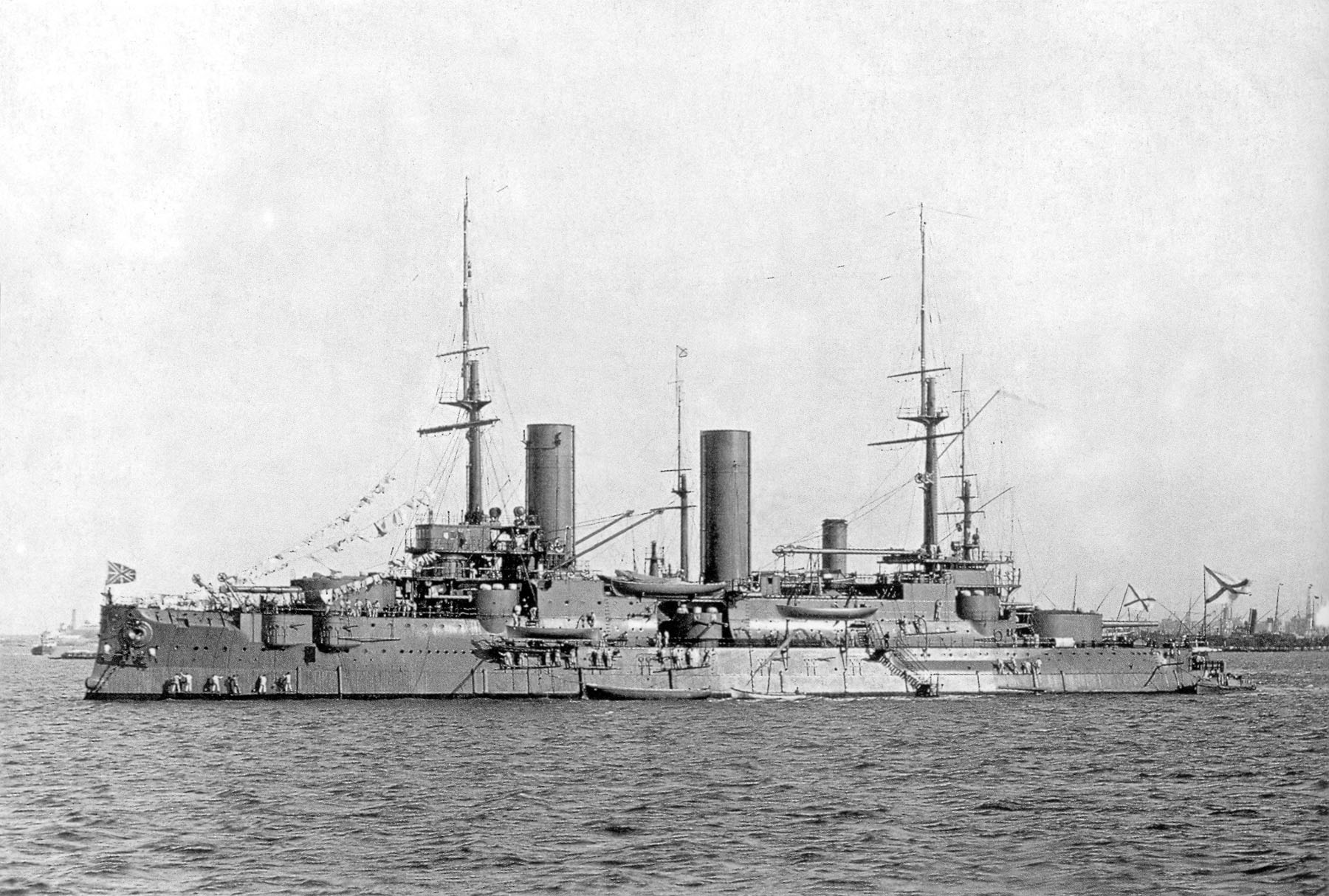
„Sława” w Kronsztadzie, początek drugiej dekady XX wieku

Kampania roku 1910 zaczęła się dla „Sławy” 9 maja?/22 maja w składzie zespołu szkolnego Floty Bałtyckiej, z „Cesariewiczem”, „Rurykiem” i „Bogatyrem”. Następnego dnia zaokrętowano nowy rocznik gardemarynów i do połowy lipca okręty prowadziły krótkie rejsy szkoleniowe, przerywane ostatnimi pracami stoczniowymi. Między innymi pod koniec maja, z inicjatywy admirała Essena, odbyto rejs z oficerami sztabowymi, których zaznajomiono z nowymi regułami wojny morskiej. W połowie lipca zapadła decyzja o ponownym skierowaniu zespołu szkolnego na Morze Śródziemne. Jedną z przyczyn takiego postanowienia była chęć umocnienia rosyjskich wpływów na Bałkanach w obliczu narastającego napięcia międzynarodowego, a oficjalnym powodem obchody 50-lecia panowania w Czarnogórze księcia Mikołaja I i jego królewska koronacja.
Po ukończeniu przygotowań do rejsu, nocą 18 lipca?/31 lipca „Cesariewicz” (okręt flagowy kontradmirała Mańkowskiego), „Sława”, „Ruryk” i „Bogatyr’” opuściły Kronsztad. Nad ranem minęły cesarskie jachty „Sztandart” i „Polarnaja Zwiezda”. Z pokładu pierwszego z nich Mikołaj II przesłał kodem flagowym życzenia szczęśliwej podróży. Następnego dnia przyjęto na pokład dwóch dodatkowych miczmanów, którzy przeszli z kanonierki „Groziaszczij”. Na początku rejsu pogoda była bardzo dobra, ale w trzecim dniu, gdy okręty znalazły się na trawersie Bornholmu, wpłynęły w strefę gęstej mgły. „Sława” zderzyła się z duńskim szkunerem rybackim „Egen”. Szkuner płynął prawym halsem z lewej burty pancernika, a jego załoga najwyraźniej nie zauważyła niebezpieczeństwa. Uderzył „Sławę” dziobem w okolice pierwszej kazamaty dział kal. 75 mm, zrywając osłonę chroniącą ją przed zalewaniem. Duńczycy stracili bukszpryt, uszkodzili nadburcie i olinowanie stałe. Rosjanie zastopowali i wysłali na szkuner oficera z „Bogatyra”, by ocenił szkody. Rybacy jednak nie przyjęli pomocy i odpłynęli w stronę Bornholmu, a zespół ruszył dalej.
Po przepłynięciu Cieśnin Duńskich, 24 lipca?/6 sierpnia zespół dotarł do wybrzeży Wielkiej Brytanii, do Portsmouth. Do portu wszedł jednak jedynie „Cesariewicz”, pozostałe okręty stanęły na kotwicy na redzie Spithead. Po trzech dniach pobytu, urozmaiconego jak zwykle zwiedzaniem bazy i stoczni, oraz uzupełnieniu zapasów, zespół wyruszył w dalszą drogę do Algieru. 29 lipca?/11 sierpnia zaczęły się kłopoty z maszynami „Sławy”, która nie mogła rozwinąć wymaganej prędkości 13 węzłów. Okazało się, że niesprawna była połowa pomp zasilających kotły w słodką wodę. Następnego dnia zespół musiał zwolnić do ośmiu węzłów, ponieważ 10 z 20 kotłów zostało wyłączonych z użytku, a zużycie wody wzrosło znacznie ponad normę. Kolejnego dnia zastopowano na 10 godzin, podczas których mechanicy starali się doprowadzić maszyny do sprawności. Przez kilkanaście godzin udało się utrzymać prędkość sześciu do ośmiu węzłów, lecz wreszcie 1 sierpnia?/14 sierpnia po południu, 35 mil morskich od Gibraltaru, „Sława” zatrzymała się na dobre. Wzięta na hol przez „Cesariewicza” dotarła do brytyjskiej bazy, gdzie pozostała na remont, podczas gdy zespół popłynął dalej.
Zgodnie z rozkazami, które nadeszły z Petersburga, powołano specjalną komisję, w której skład weszli między innymi główny mechanik oddziału, pułkownik inżynier P.I. Oniszczenko, oraz przybyły z Rosji pułkownik inżynier W P. Wiediernikow, specjalista w zakresie konstrukcji i eksploatacji kotłów systemu Belleville’a. Do ich obowiązków należało przede wszystkim znalezienie przyczyny awarii remontowanych ostatniej zimy kotłów oraz opracowanie planu ich naprawy. Wstępne wnioski wskazywały winę stoczni wykonującej remont i zakładów dostarczających części zamienne o niedostatecznej jakości, a także słabego wyszkolenia załogi maszynowej pancernika. Podnoszono także kwestię pośpiechu przy wykonywaniu prac remontowych oraz braku dostatecznych prób morskich przed wypłynięciem w daleki rejs. Okazało się, że już przed przybyciem do Portsmouth zdarzyły się dwa przypadki pomniejszych awarii w kotłowni „Sławy”, które zbagatelizowano. Do 20 sierpnia?/2 września załodze udało się doprowadzić do częściowej sprawności 12 kotłów, co umożliwiło przejście okrętu o własnych siłach do Tulonu.
Początkowo rozważano możliwość kapitalnego remontu starych kotłów, jednak francuscy specjaliści z zakładów Belleville’a wykluczyli taką możliwość. Poparł ich dowódca okrętu, komandor E.E. Ketler, oraz inżynierowie ze składu komisji. 4 września?/17 września minister marynarki, wiceadmirał Wojewodski, podjął decyzję o zleceniu przeprowadzenia kapitalnego remontu, połączonego z wymianą kotłów, francuskiej stoczni Forges et Chantiers de la Méditerranée w La Seyne koło Tulonu, we współpracy z paryskimi zakładami Belleville’a, dostawcą kotłów. W remoncie miała uczestniczyć załoga okrętu i 75 specjalistów, przybyłych specjalnym pociągiem z Rosji. 15 września?/28 września do Tulonu zawinęły pozostałe okręty zespołu. W drogę powrotną do kraju zabrały gardemarynów i słuchaczy kursów podoficerskich, a także marynarzy z poboru 1906 roku, kończących służbę – łącznie 161 osób. We Francji pozostało z okrętem 528 członków załogi. Część z nich należała do zakonspirowanej organizacji bolszewickiej, kierowanej przez marynarza A.K. Samsona, który wykorzystał pobyt we Francji do kontaktów z przebywającymi na emigracji rewolucjonistami, także z Leninem. W grudniu odwołano do kraju dowódcę okrętu, którego obwiniano o niezapobieżenie awarii
Prace stoczniowe były prowadzone dość wolno. Obejmowały demontaż starych i instalację nowych kotłów, wymianę osprzętu, naprawę pomp i rur systemu dostarczania słodkiej wody, naprawę usterek konstrukcji kadłuba, maszyn, artylerii i instalacji elektrycznej, a także dokowanie okrętu dla oczyszczenia i konserwacji części podwodnej. Koszt całości robót wyniósł 1 117 740 ówczesnych franków, z czego 820 000 pochłonął zakup nowych kotłów. Prace zakończono wiosną 1911 roku. Początkowa zakontraktowana data ukończenia remontu, 14 marca?/27 marca, była dwukrotnie przesuwana. Ostatecznie roboty zakończono miesiąc później, co dało stronie rosyjskiej powód do ubiegania się o zwrot części zapłaconej kwoty jako należność za niedotrzymanie kontraktu.
W czasie postoju okrętu we Francji nie obyło się bez incydentu: 19 grudnia 1910?/1 stycznia 1911 dwaj marynarze-palacze, wracający spóźnieni po przepustce, przekradając się przez teren stoczni zostali zauważeni przez wartownika. Gdy zaczęli uciekać, ten wystrzelił, zabijając jednego z nich, Muhammeda Zinur-Gabsabirowa. Jego pogrzeb odbył się dwa dni później, w obecności prefekta morskiego Tulonu i z pełnymi honorami wojskowymi.

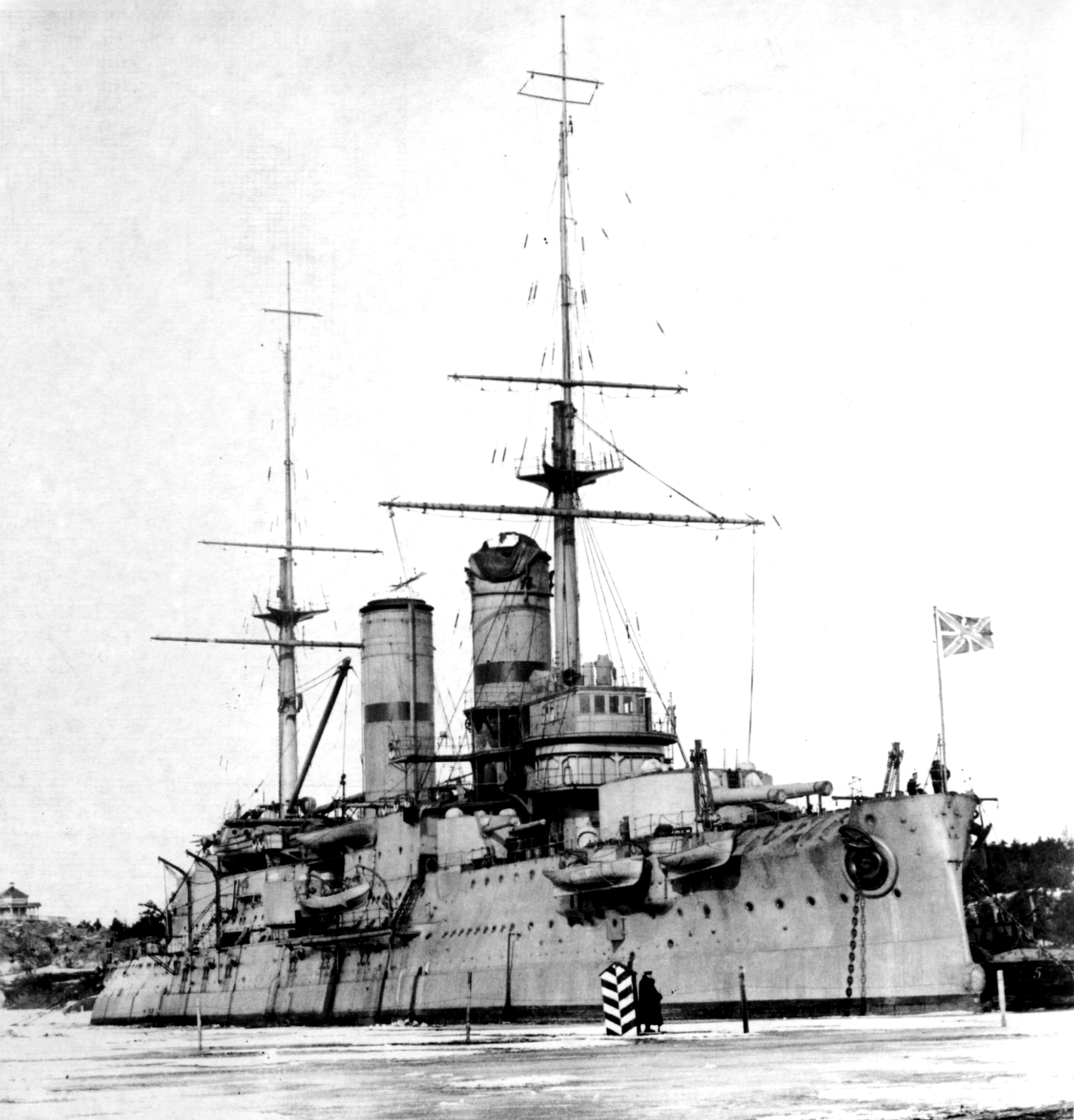
„Sława” ok. 1911–1912 w Helsingforsie

W trakcie przygotowań do prób zdawczo-odbiorczych do Tulonu przybył parowiec „Okiean”, na którym przywieziono 47 maszynistów i 96 palaczy dla uzupełnienia etatu obsady siłowni. Próby rozpoczęły się 4 maja?/17 maja i przebiegały ze sporymi kłopotami. Zarówno kotły, jak i remontowane instalacje nie osiągnęły pełnej kontraktowej sprawności. Na 5-godzinnej próbie prędkości osiągnięto jedynie 16 węzłów przy 106–110 obrotach na minutę. Jednak Rosjanie zdecydowali, że nie będą wikłać się w proces i nie reklamowali robót, zadowalając się zwrotem kwoty 34 519,55 franków tytułem niedotrzymania warunków kontraktu. 22 czerwca?/5 lipca „Sława” wypłynęła z Tulonu i po zabunkrowaniu węgla w Southampton, 10 lipca?/23 lipca dotarła do Kronsztadu. W trasie ujawniły się kolejne nieszczelności instalacji słodkiej wody, tak że konieczna okazała się kompletna wymiana pomp dostarczających wodę do kotłów.
Awaria i remont „Sławy” w zagranicznej stoczni wywołała reperkusje w Petersburgu: w Dumie i na dworze, a także w prasie. Unieruchomienie w morzu, podczas zwykłego rejsu, pancernika mocarstwa rozwijającego swe morskie ambicje, było poczytywane za ujmę na honorze Rosji, a fakt, że jego mechanizmy dopiero co przeszły remont, skłaniał do krytyki nieudolnych urzędników ministerstwa marynarki. Minister Wojewodski przedstawił Mikołajowi II specjalny raport o awarii. W listopadzie 1910 roku frakcja oktiabrystów w Dumie wniosła zapytanie o jej przebieg i przyczyny. Wystąpienie ministra Wojewodskiego nie przekonało dużej części deputowanych (obok oktiabrystów także przedstawicieli kadetów), przeciwnych przyznawaniu kolejnych kwot na rozbudowę floty. W ministerstwie wyciągnięto także konsekwencje personalne, przenosząc w stan spoczynku dowódcę okrętu, komandora Ketlera, głównego mechanika oddziału, pułkownika Oniszczenkę, oraz starszego mechanika „Sławy” w feralnym rejsie, kapitana Wodowa.
25 lutego?/10 marca 1911 roku przeprowadzono reorganizację struktury Floty Bałtyckiej. Pancerniki „Sława” (wówczas jeszcze we Francji), „Cesariewicz”, „Andriej Pierwozwannyj”, „Impierator Pawieł I” wraz z krążownikiem „Ruryk” utworzyły Brygadę Okrętów Liniowych. Po powrocie do kraju „Sława” faktycznie weszła w skład brygady w lipcu i uczestniczyła jeszcze w kilku rejsach zespołowych i manewrach floty, w tym w rejsie na wody duńskie we wrześniu. 8 listopada?/21 listopada okręt zakończył kampanię i został przeniesiony do rezerwy w Helsingforsie. Zimę wykorzystano na remont maszyn głównych i pomocniczych, generatorów elektrycznych i innych mechanizmów okrętowych.

### Kampanie lat 1912–1914

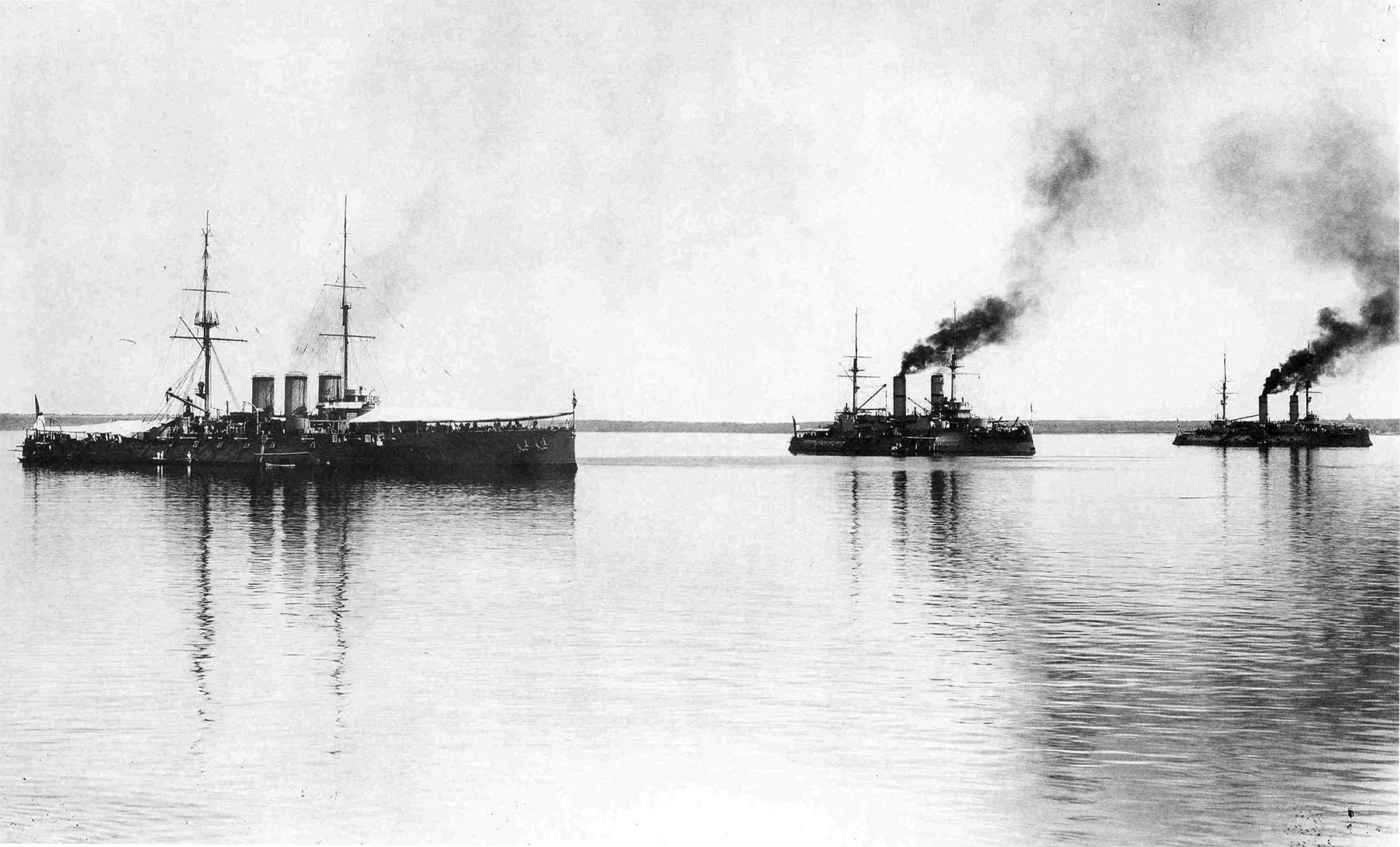
Od lewej: „Ruryk”, „Sława” i „Cesariewicz” w bazie kronsztadzkiej

Kampania 1912 roku zaczęła się dla zimujących w Helsingforsie „Sławy”, „Cesariewicza” i „Ruryka” 21 kwietnia?/4 maja. Cztery dni później wszystkie trzy przeszły do Kronsztadu, gdzie połączyły się z pozostałymi jednostkami brygady. W połowie maja cała brygada przepłynęła do Rewla, skąd prowadziła rejsy ćwiczebne, szkoląc się w manewrowaniu i strzelaniu zespołowym. Były to przygotowania do praktycznego wdrożenia nowej taktyki obronnej Floty Bałtyckiej: stworzenia w poprzek Zatoki Fińskiej potężnej zagrody minowej i bronieniu dostępu do niej przez okręty artyleryjskie. Podczas pierwszego z rejsów „Sława” zgubiła prawą kotwicę, odnalezioną i podniesioną miesiąc później.
We wrześniu silny zespół floty rosyjskiej odbył rejs do Kopenhagi, a zaraz po powrocie uczestniczył w podejmowaniu w Rewlu przybyłych z wizytą kurtuazyjną okrętów brytyjskich: krążownika liniowego „Indomitable” oraz pancernych „Cochrane”, „Warrior”, „Achilles” i „Natal”. W październiku brygada przebywała w Kronsztadzie, a później prowadziła ostatnie rejsy szkoleniowe. W ich trakcie w lewej maszynie parowej „Sławy” wystąpiła niemająca poważniejszych następstw awaria: rozerwał się jeden z zaworów bezpieczeństwa. Okręt zakończył kampanię 21 listopada?/4 grudnia, pozostając na zimowaniu w Helsingforsie.
Kampania 1913 roku zaczęła się dla „Sławy” 1 maja?/14 maja, miesiąc później niż dla pozostałych okrętów brygady. Po czterotygodniowych ćwiczeniach artyleryjskich, w których główny nacisk kładziono na zwiększenie szybkostrzelności, pancernik wziął udział w rejsie zespołowym, wspólnie z pozostałymi jednostkami brygady, brygadą krążowników, dywizją torpedowców oraz stawiaczami min Floty Bałtyckiej. 10 czerwca?/23 czerwca pancerniki brygady uczestniczyły w Kronsztadzie w uroczystościach poświęcenia Soboru Morskiego. W lecie kontynuowano ćwiczenia artyleryjskie, którym 4 lipca?/17 lipca przyglądał się z pokładu „Ruryka” sam Mikołaj II. Wieczorem tego dnia wydał na cesarskim jachcie „Sztandart” kolację dla dowódców eskadry i okrętów. Intensywne ćwiczenia przyniosły efekt: celność ognia „Sławy” oceniono na 11% dla dział kal. 305 mm i 8% dla kal. 152 mm, zaś szybkostrzelność praktyczna głównego kalibru wzrosła z 0,7 do 1,2 strzału na minutę.
27 sierpnia?/9 września rozpoczął się ostatni przed wybuchem I wojny światowej zagraniczny rejs silnego zespołu Floty Bałtyckiej. W jego skład weszły: brygada pancerników (cztery okręty liniowe i „Ruryk”), brygada krążowników (cztery jednostki) oraz półdywizjon niszczycieli (również cztery jednostki). Dowodził admirał Essen na „Ruryku”. Po pięciu dniach rosyjskie okręty zawinęły do bazy w Portland, witane przez wielotysięczny tłum widzów. Następnego dnia na „Ruryku” odbyło się spotkanie z brytyjskim admirałem Briggsem, któremu przedstawiono rosyjskich kapitanów. Z kolei admirał Essen rewizytował Brytyjczyków na „Dreadnoughcie”, a wieczorem goście byli podejmowani uroczystym obiadem. Połączone orkiestry rosyjskich okrętów dały zaś koncert w parku miejskim w Weymouth, dla sześciu tysięcy słuchaczy. Po sześciodniowym pobycie w brytyjskim porcie eskadra popłynęła do Brestu, gdzie była podejmowana równie uroczyście. Odbywały się bankiety i parady, pokazy fajerwerków i iluminacje okrętów, a admirał Essen został odznaczony Orderem Legii Honorowej II klasy. Rosyjscy oficerowie mieli okazję zwiedzić najnowszy francuski pancernik „Jean Bart”. Po opuszczeniu Brestu i zabunkrowaniu węgla w Norwegii (pancerniki w Kristiansundzie, krążowniki w Stavanger), eskadra powróciła do Rewla 21 września?/4 października. Trasa rejsu wyniosła 3520 mil morskich.
Przed zakończeniem kampanii 1913 roku „Sława” wzięła jeszcze udział w przeglądzie floty, po czym 1 listopada?/14 listopada przeszła do rezerwy. Powrót do aktywnej służby w 1914 roku nastąpił, ze względu na napiętą sytuację międzynarodową, wyjątkowo wcześnie, już 9 kwietnia?/22 kwietnia. Tego dnia pancerniki brygady prowadzone przez lodołamacz „Jermak” popłynęły przez zamarzniętą jeszcze Zatokę Fińską ze Sveaborga do Rewla. Następnego dnia wyruszyły w pierwszy, trzydniowy rejs ćwiczebny wokół Bornholmu. Kolejne miesiące były wypełnione manewrami, ćwiczeniami zespołowymi i indywidualnymi oraz strzelaniami. Urozmaicenie stanowiły dwie wizyty zagranicznych okrętów w Rewlu: 4 czerwca?/17 czerwca eskadry brytyjskiej (krążowniki liniowe „Lion”, „Princess Royal”, „Queen Mary” i „New Zealand” oraz lekkie „Blonde” i „Boadicea” pod dowództwem kontradmirała Beatty’ego), 7 lipca?/20 lipca eskadry francuskiej (pancerniki „France” i „Jean Bart” w eskorcie dwóch niszczycieli, z prezydentem Raymondem Poincarém).
17 lipca?/30 lipca Flota Bałtycka została postawiona w stan mobilizacji. Tego samego dnia kotwiczącą w Helsingforsie „Sławę” wizytowali admirał Essen, jego szef sztabu oraz dowódca Brygady Okrętów Liniowych, wiceadmirał Fersen. Po południu z pancernika usunięto zbędne rzeczy osobiste załogi, część łodzi okrętowych i dwie armaty kal. 75 mm z kazamat na śródokręciu, przeniesione na kanonierkę „Groziaszczij”. Wieczorem brygada przepłynęła do Rewla, stając na kotwicach na północ od wyspy Nargen. W ten sposób miała zagrodzić drogę przeciwnikowi w razie próby przedarcia się do stolicy. Następnego dnia dowódcy okrętów brygady otrzymały instrukcje dotyczące poruszania się w szyku i podziału celów przy prowadzeniu ognia zespołowego: „Sława” miała zamykać linię jako czwarta i ostrzeliwać wspólnie z poprzedzającym ją „Cesariewiczem” trzeci nieprzyjacielski okręt, a po zbliżeniu się w bitwie na dystans umożliwiający skuteczne włączenie się do boju dział średniego kalibru przenieść ogień na czwartą jednostkę.
19 lipca?/1 sierpnia 1914 brygada prowadziła patrol w poprzek wejścia do Zatoki Fińskiej, osłaniając stawiacze min, tworzące zagrodę minową broniącą dostępu w głąb akwenu (Centralna Pozycja Minowa). Do „Sławy” podpłynął dźwig pływający, który zdjął zapasową kotwicę, a na niszczyciel „Prozorliwyj” zdano 380 sztuk nabojów kal. 75 mm. Przed południem na pancernikach otrzymano wiadomość o ogłoszeniu stanu wojny z Niemcami. Napięcia ostatnich dni nie wytrzymał jeden z młodszych oficerów, miczman Bergholz, który usiłował popełnić samobójstwo.

### I wojna światowa
1914
Pierwsze dni wojny „Sława” spędziła w Helsingforsie, w gotowości do podjęcia boju w razie niemieckich prób forsowania pozycji minowej. 22 lipca?/4 sierpnia, po przystąpieniu Wielkiej Brytanii do wojny uznano, że zagrożenie ze strony Kaiserliche Marine zmniejszyło się. Jednak cztery dni później Flota Bałtycka została postawiona w stan gotowości na wiadomość o mobilizacji szwedzkiej marynarki wojennej. Rosyjskie dowództwo poważnie liczyło się z możliwością wystąpienia Szwecji po stronie Niemiec. Ponieważ szwedzkie okręty stanowiły liczącą się siłę, powstał plan przeprowadzenia demonstracji siły dla wymuszenia na Szwedach zachowania neutralności, a w przypadku odmowy unicestwienia wrogiej floty jeszcze w bazie. 28 lipca?/10 sierpnia zespół floty rosyjskiej (trzy pancerniki, w tym „Sława”, w eskorcie niszczycieli pod dowództwem admirała Essena na „Ruryku”) opuścił bazę. W morzu jednak odebrano szyfrogram informujący, że Szwecja zdecydowała się zachować neutralność. Wobec tego, po przepłynięciu około 280 mil, okręty powróciły następnego dnia do miejsca kotwiczenia.
W ciągu najbliższych dni na „Sławie” prowadzono prace, mające lepiej przygotować ją do działań wojennych: usunięto rufową sterówkę, zdemontowano wszystkie pozostałe działa kal. 75 mm z kazamat śródokręcia, załadowano dodatkowy zapas amunicji do pozostałych dział, uzupełniono etat załogi. Później brygada operowała pomiędzy Rewlem a Helsingforsem, prowadząc przy okazji ćwiczenia w strzelaniu. 26 sierpnia?/8 września została postawiona w stan gotowości bojowej i wysłana w morze na wieść o zaobserwowaniu w rejonie wejścia do Zatoki Fińskiej niemieckich dużych okrętów. Bezowocne poszukiwania trwały dwa dni. Po zatopieniu 28 września?/11 października przez niemiecki okręt podwodny U-26 krążownika „Pałłada”, rosyjskie pancerniki, w obawie przed zagrożeniem ze strony U-Bootów, nie przekraczały linii Helsingfors – Rewel, chroniąc się za Centralną Pozycją Minową.
W listopadzie do brygady dołączył pierwszy z bałtyckich drednotów, „Siewastopol”. Okręty prowadziły wspólne ćwiczenia do 7 grudnia?/20 grudnia, gdy zakończyły kampanię pierwszego roku wojny.
1915

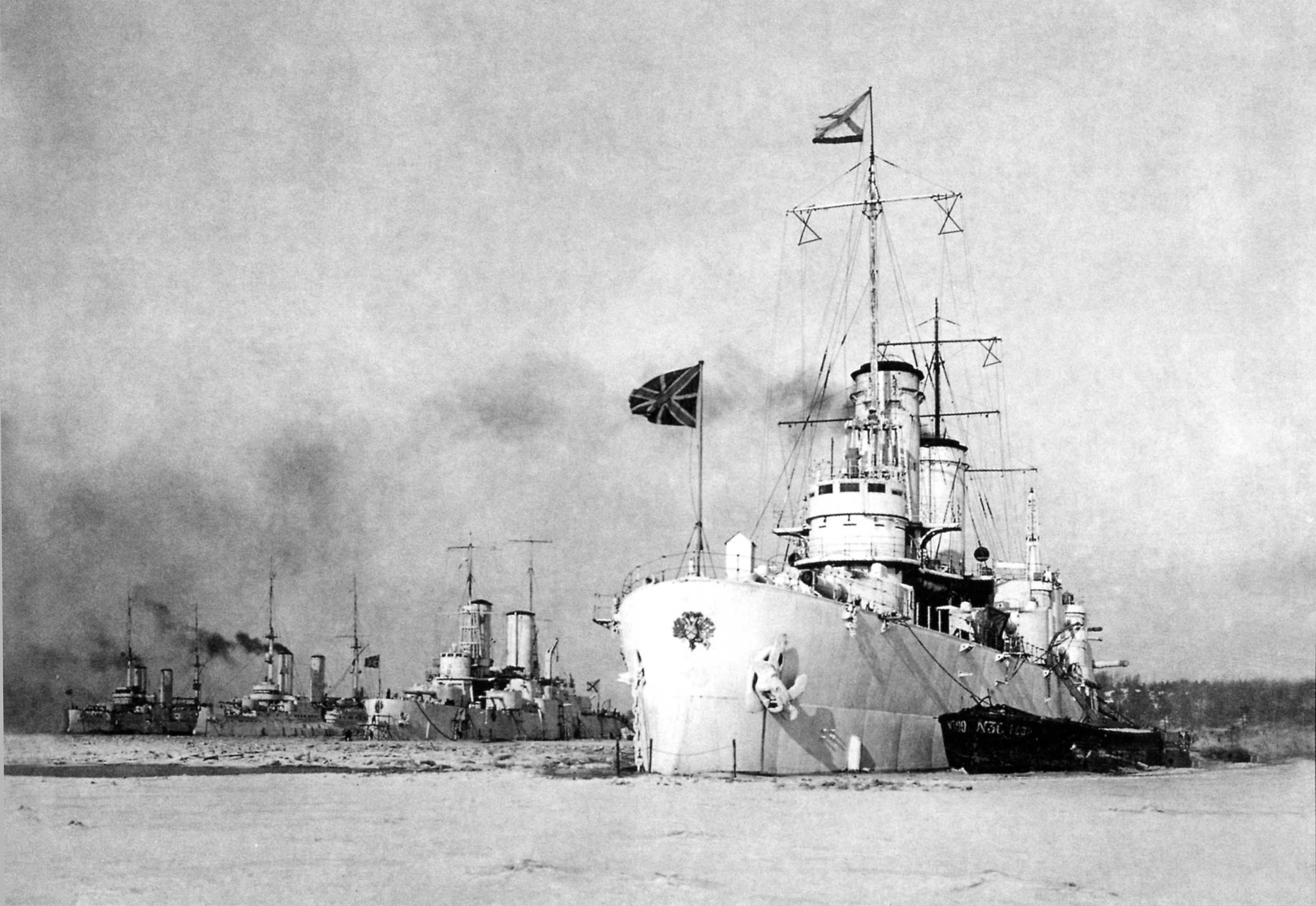
Brygada okrętów liniowych w Helsingforsie zimą 1914/1915. Kolejno „Andriej Pierwozwannyj”, „Impierator Pawieł I”, „Cesariewicz” i „Sława”.

W związku z wchodzeniem do linii kolejnych drednotów typu Gangut wraz z początkiem kampanii 1915 roku zmieniła się organizacja sił pancerników Floty Bałtyckiej. Nowe jednostki utworzyły 1 Brygadę Okrętów Liniowych, starsze 2 Brygadę, w której „Sława” i „Cesariewicz” weszły w skład 4 grupy manewrowej. Postępy wojsk niemieckich na froncie wschodnim zaniepokoiły rosyjskie dowództwo. Dodatkowo otrzymano agenturalne informacje, jakoby Kaiserliche Marine stworzyła tajną bazę U-Bootów i niszczycieli na wybrzeżu fińskim bądź Wyspach Alandzkich. Dlatego kampania 1915 roku zaczęła się wyjątkowo wcześnie: „Sławę” i „Cesariewicza” postawiono w stan gotowości już 25 marca?/7 kwietnia.
Cztery dni później „Sława”, prowadzona przez lodołamacze „Jermak” i „Car Michaił Fiodorowicz”, przepłynęła do Rewla, wkrótce dołączył do niej także drugi pancernik 4 grupy. Po kilku dniach oba okręty, wciąż w towarzystwie „Jermaka” i „Cara Michaiła Fiodorowicza” przepłynęły zalodzoną trasę na Wyspy Alandzkie. Tam i w rejonie Åbo operowały do lipca. 19 czerwca?/2 lipca, w trakcie operacji memelskiej, oba pancerniki pozostawały w gotowości bojowej w pobliżu wyspy Örö u wybrzeży fińskich. Po otrzymaniu radiogramu dowodzącego operacją kontradmirała Bachiriewa, żądającego wsparcia w bitwie z niemieckim zespołem, wyszły w morze w eskorcie niszczycieli. Idąc pełną mocą stare przeddrednoty osiągnęły prędkość 18 węzłów. Po około pięciu godzinach na horyzoncie zauważono dym i wysłano na rozpoznanie niszczyciel „Strasznyj”. Napotkał on idące kontrkursem wycofujące się z akwenu bitwy rosyjskie krążowniki. Po dołączeniu do nich, wieczorem pancerniki zawinęły do Rewla, a następnego dnia przeszły do Helsingforsu.
W lipcu niemiecka ofensywa lądowa doprowadziła do zajęcia Kurlandii i wyjścia ich wojsk na południowy brzeg Zatoki Ryskiej. Wzmogła się też aktywność lekkich sił morskich Kaiserliche Marine, szczególnie w rejonie Libawy i Windawy. W związku z tym sztab Floty Bałtyckiej opracował plan wzmocnienia własnych sił w zatoce jednym z pancerników, którego obecność miała ułatwić działania własnych sił lekkich. Wybór padł na „Sławę” z powodu jej mniejszego zanurzenia oraz małej wartości bojowej: ewentualna utrata starego przeddrednota byłaby mniej bolesna dla floty. Nocą 16 lipca?/29 lipca, po załadowaniu pełnych zapasów węgla, „Sława”, osłaniana przez pancerniki „Andriej Pierwozwannyj” i „Impierator Pawieł I”, wypłynęła z Helsingforsu. Po przepłynięciu Zatoki Fińskiej rolę eskorty przejęły krążowniki brygady admirała Bachiriewa („Ruryk”, „Admirał Makarow”, „Bajan”, „Bogatyr’” i „Oleg”) wraz z 7 dywizjonem niszczycieli. Ponieważ kanał żeglugowy w Moonsundzie był zbyt płytki, zespół musiał płynąć okrężną drogą, przez przetrałowaną skrycie Cieśninę Irbeńską. 20 lipca?/2 sierpnia „Sława” bezpiecznie dotarła do Kuivasto na wyspie Moon. Cała operacja była ubezpieczana przez znajdujące się w rejonie Gotlandii pancerniki „Gangut” i „Pietropawłowsk” oraz rosyjskie i brytyjskie okręty podwodne.

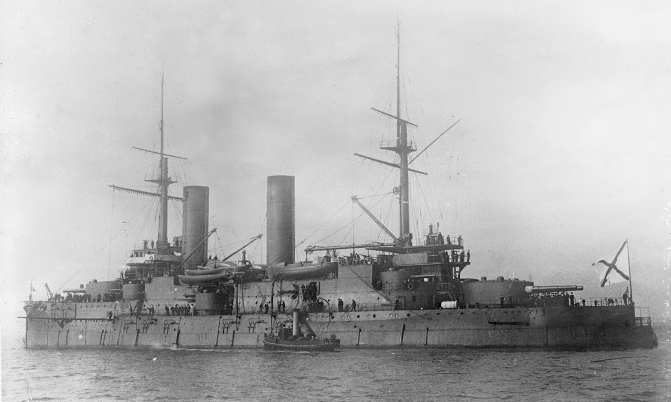
„Sława”. Zdjęcie datowane na 1915.

Obecność „Sławy”, wykrytej przez niemieckie rozpoznanie lotnicze, stanowiła zaskoczenie dla strony niemieckiej i zagrożenie dla ich planów zdobycia lokalnej przewagi w tym regionie. Niemcy przygotowywali w tym czasie uderzenie armii lądowej na Rygę, które miało być wspierane z flanki przez silne zgrupowanie floty, dowodzonej przez wiceadmirała Schmidta. W tym celu przerzucono na Bałtyk niektóre duże okręty ze składu Hochseeflotte. Plan zakładał przetrałowanie Cieśniny Irbeńskiej, atak na stacjonujące w Zatoce Ryskiej siły rosyjskie, opanowanie tego akwenu i zbombardowanie broniącej dostępu do Rygi twierdzy Dźwinoujście. Na północnych podejściach do Zatoki Ryskiej, w Cieśninie Moonsundzkiej, miała zostać postawiona zagroda minowa, uniemożliwiająca Rosjanom wzmocnienie swych sił tą drogą.
Pierwszą próbę przełamania obrony rosyjskiej podjęli Niemcy 26 lipca?/8 sierpnia. Trałowce rozpoczęły oczyszczanie z min przejścia w Cieśninie Irbeńskiej, a ich działania ubezpieczały pancerniki (przeddrednoty) „Braunschweig” i „Elsaß”, krążowniki i niszczyciele. Trałowce zostały ostrzelane przez rosyjskie kanonierki, które z kolei dostały się pod ogień niemieckich pancerników. Na minach poderwało się kilka niemieckich jednostek. Około 10.30 „Sława” zbliżyła się do akwenu boju, co spowodowało przeniesienie ognia ciężkich dział na nią. Niemcy wystrzelili sześć niecelnych salw, Rosjanie nie odpowiedzieli ogniem, ponieważ dystans do przeciwnika przekraczał donośność ich armat. Nie udało się też skutecznie zwiększyć donośności przez balastowanie okrętu: przy przechyle na przeciwległą burtę o więcej niż 3° burtowy pas pancerny znalazł się całkowicie ponad linia wodną, co stwarzało zagrożenie przebicia niechronionego kadłuba. „Sława” uniknęła trafień (Niemcy donosili o przynajmniej jednym trafieniu, co znajduje odzwierciedlenie w starszych źródłach), a po południu Niemcy, nie widząc szans zakończenia operacji przed zmrokiem, podjęli decyzję o jej przerwaniu.
Druga próba sforsowania rosyjskiej obrony zatoki rozpoczęła się 3 sierpnia?/16 sierpnia wcześnie rano. Do sił uderzeniowych dołączyły drednoty „Posen” i „Nassau”, które zastąpiły dwa starsze preddrednoty. Korzystając z mgły pokrywającej akwen, niemieckie trałowce poczyniły do popołudnia znaczne postępy. Po rozrzedzeniu mgły „Sława” otworzyła ogień do trałowców i postępujących za nimi krążowników lekkich. Sama z kolei stała się celem dla niemieckich pancerników, których ogień był korygowany z punktów obserwacyjnych na brzegu. Ogółem rosyjski pancernik wystrzelił 35 pocisków kal. 305 mm oraz 20 kal. 152 mm. Wieczorem w głąb Zatoki Ryskiej wdarły się dwa niemieckie niszczyciele, V 99 i V 100, których dowódcy otrzymali zadanie zaatakowania „Sławy” torpedami. Nie udało im się jednak w ciemnościach odnaleźć celu, natknęli się jedynie i wdali w potyczkę artyleryjską z niszczycielami rosyjskimi, odnosząc uszkodzenia. W trakcie odwrotu jeden z nich V 99, poderwał się na minie i unikając zatonięcia wyrzucił na mieliznę, gdzie zniszczyły go płomienie.
Następnego dnia Niemcy podjęli kolejną próbę trałowania, a artylerzyści ich pancerników wykazali się tym razem skutecznością: „Sława” została trzykrotnie trafiona pociskami kal. 280 mm. Jeden z nich przebił pancerz burtowy powyżej głównego pasa pancernego i eksplodował wewnątrz kadłuba, drugi przeszedł nad górnym pokładem nie wybuchając, trzeci rozbił lewą rufową wieżę dział kal. 152 mm. Uszkodzenia były znaczne, wybuchły pożary, przez pewien czas nie działało urządzenie sterowe i okrętem manewrowano przy użyciu maszyn. Zniszczoną wieżę ogarnęły płomienie, zagrażając eksplozją ładunków, co zmusiło załogę do zalania wodą komór amunicyjnych. Po południu, wobec groźby przedarcia się Niemców do zatoki i odcięcia sił rosyjskich od Cieśniny Moonsundzkiej, dowództwo obrony wydało rozkaz o wycofaniu „Sławy” i innych jednostek w głąb Moonsundu. Następnie Rosjanie zaminowali południowe wejście do cieśniny.
Do wieczora trałowce oczyściły z min i zagród przeciw okrętom podwodnym Cieśninę Irbeńską, a główne siły niemieckie skierowały się na północ w poszukiwaniu jednostek przeciwnika. 6 sierpnia?/19 sierpnia, po natknięciu się na nowo postawioną zagrodę minową zawróciły jednak w kierunku Dźwinoujścia. Wieczorem tego dnia wsparły własne siły lekkie w pojedynku artyleryjskim z rosyjskimi kanonierkami „Siwucz” i „Koriejec”. „Siwucz”, rozbity ogniem artylerii „Posena” zatonął z dużymi stratami wśród załogi; „Koriejec” uciekając osiadł na przybrzeżnych skałach i następnego dnia został zniszczony przez własną załogę. W tym samym dniu brytyjski okręt podwodny E1 storpedował krążownik liniowy „Moltke”, co stało się przyczyną podjęcia przez wiceadmirała Schmidta decyzji o zakończeniu operacji i wycofaniu własnych jednostek z niebezpiecznego akwenu.
Po odejściu Niemców Rosjanie ponownie zagrodzili minami Cieśninę Irbeńską, zatopili też na płyciźnie kilka statków oraz wzmocnili obronę przez budowę kolejnych stanowisk artylerii nadbrzeżnej. 21 sierpnia?/3 września „Sława” otrzymała kolejne zadanie: ostrzelanie latarni michajłowskiej, którą Niemcy po zdobyciu uczynili punktem obserwacyjnym, kontrolując stamtąd ruchy jednostek rosyjskich. Pancernik wystrzelił osiem pocisków kal. 305 mm, 35 kal. 152 mm oraz 24 kal. 75 mm, niszcząc całe otoczenie celu i wzniecając pożary. Sama latarnia jednak ocalała. Przed odpłynięciem okręt został zaatakowany przez nieprzyjacielski wodnosamolot, który zrzucił kilka niecelnych bomb.
Następnego dnia stojący na kotwicy w Arensburgu pancernik brał udział w odpieraniu kolejnego nalotu. We wrześniu jego działa wspierały natarcie wojsk lądowych pod Rygą. 12 września?/25 września, podczas ostrzału miasta Tukum, „Sława” znalazła się w zasięgu niemieckich dział polowych. Po około czterech godzinach Niemcy osiągnęli sukces: pocisk, prawdopodobnie kal. 150 mm, rozerwał się przy szczelinie obserwacyjnej głównego stanowiska dowodzenia. Zginęli niemal wszyscy znajdujący się tam marynarze, w tym dowódca okrętu, kapitan I rangi (komandor) Siergiej S. Wiaziemski, jeszcze jeden oficer i czterech sterników. Dowodzenie objął tymczasowo, z głównego stanowiska, młodszy oficer nawigacyjny, porucznik Anatolij Waksmut, który nakazał wybranie kotwicy i opuszczenie niebezpiecznego stanowiska. Niemcy tymczasem wstrzelali się, kolejny pocisk zabił podoficera kierującego podnoszeniem z wody kutra parowego, odłamki trzeciego raniły 14 marynarzy. Działa odpływającej „Sławy” zmusiły jednak nieprzyjacielską baterię do milczenia. Dowodzący zespołem okrętów komandor Kołczak wszedł na pokład okrętu, który opuścił swoją pozycję i, po zorientowaniu się w rozmiarze uszkodzeń nakazał powrót pancernika na pozycję i kontynuowanie ostrzału. W trakcie jego inspekcji „Sławę” zaatakowały niemieckie wodnosamoloty, jednak zrzucone przez nie bomby zostały wymanewrowane. Okręt, pod komendą kapitana Wiaczesława Markowa, który przejął dowodzenie, prowadził do końca dnia skuteczny ogień, wystrzeliwując ogółem 14 pocisków kal. 305 mm, 170 kal. 152 mm oraz 50 kal. 75 mm. Za tę akcję 15 członków załogi wyróżniono Krzyżami św. Jerzego, a 51 odznaczeniami niższej rangi.
Do końca jesieni pancernik jeszcze wielokrotnie wspierał działania wojsk lądowych pod Rygą. Między innymi 23 września?/6 października toczył wielogodzinny bój z bateriami niemieckimi w rejonie przylądka Radocem, dwa tygodnie później wspierał przez trzy dni desant na przylądku Domesnes, w którym uczestniczyli także spieszeni marynarze „Sławy”, a 29 października?/11 listopada bombardował rejon umocniony Kemmern. Wzrastające zalodzenie Zatoki Ryskiej ograniczyło w listopadzie aktywność rosyjskiej floty. „Sława” przepłynęła w rejon latarni morskiej Werder (kilka mil morskich od Kuivasto), gdzie załoga rozpoczęła przygotowania do zimowania. Na okręt przybył nowy dowódca, kapitan I rangi (komandor) W.W. Kowalewski. Zimą wzmocniono uzbrojenie przeciwlotnicze pancernika, wymieniono zużyte lufy dział i zreperowano uszkodzenia odniesione w kampanii. Zapasy i wszelkiego rodzaju zaopatrzenie dowoziły mu z Helsingforsu oraz odległej o 25 mil od miejsce zimowania bazy Rohuküla lodołamacze i transportowce.
1916
Na początku 1916 roku front niemiecko-rosyjski nad Bałtykiem ustabilizował się i obie strony przeszły do działań pozycyjnych. Zmniejszyła się także aktywność floty niemieckiej, która główny swój wysiłek przeniosła na Morze Północne. W efekcie głównym niebezpieczeństwem dla „Sławy” stało się nieprzyjacielskie lotnictwo: 14 kwietnia?/27 kwietnia dwa niemieckie samoloty zrzuciły 12 bomb niewielkiego wagomiaru na nieruchomy pancernik. Trzy z nich (według innego źródła cztery) trafiły. Nie wyrządziły większych szkód materialnych, lecz spowodowały śmierć jednego i rany u dziewięciu marynarzy, z których czterech zmarło wkrótce po przewiezieniu do szpitala. W spóźnionej akcji przeciwlotniczej wystrzelono do samolotów 11 pocisków kal. 75 mm i 19 kal. 40 mm, bezskutecznie. Był to pierwszy z serii nalotów, lecz następne nie przyniosły już Niemcom sukcesów.
Po ustąpieniu lodów „Sława” powróciła do roli okrętu wsparcia artyleryjskiego dla oddziałów walczących na lądzie, na zachód od Rygi. Wspierały ją między innymi kanonierki „Chrabryj” i „Groziaszczij”. W ciągu trzech czerwcowych dni jej działa wystrzeliły 36 pocisków kal 305 mm oraz 92 kal. 152 mm. Sama została trafiona pojedynczym ciężkim pociskiem (kal. 210 lub 225 mm), który nie przebił pasa pancernego prawej burty. Odpierająca nieskuteczne ataki niemieckich samolotów artyleria przeciwlotnicza okrętu wystrzeliła wówczas 170 pocisków kal. 75 mm oraz 18 kal. 40 mm. Podczas podobnych działań w pierwszych dniach lipca wystrzelono na pozycje przeciwnika 88 pocisków kal. 305 mm oraz 234 kal. 152 mm. Niemiecki ogień artyleryjski z brzegu był niecelny, chociaż na pokładzie znaleziono po walce dużą ilość odłamków z bliskich eksplozji.
Wzrost aktywności działań na lądzie spowodował zwrócenie uwagi dowództw po obu stronach frontu na rejon Zatoki Ryskiej. Rosjanie zakończyli wreszcie długo prowadzone prace nad pogłębieniem kanału żeglownego w Cieśninie Moonsundzkiej. Wkrótce rozpoczęli wzmacnianie własnych sił w zatoce – kolejno do „Sławy” dołączyły krążowniki „Diana”, „Aurora”, „Bajan”, pancernik „Cesariewicz” i krążownik „Admirał Makarow”. Pod koniec lata wzmogła się znów aktywność niemieckiego lotnictwa i artyleria przeciwlotnicza „Sławy” co najmniej trzykrotnie otwierała ogień do nadlatujących samolotów. W związku z koniecznością przeprowadzenia remontu zużytych dział głównego kalibru, 9 września?/22 września rozpoczęto odciążanie okrętu, by mógł swobodnie przepłynąć przez Moonsund do Helsingforsu i dalej do Kronsztadu.
Od początku listopada trwały na pancerniku prace stoczniowe. Oprócz wymiany zużytych luf przebudowano ich łoża, umożliwiając powiększenie kąta podniesienia, a co za tym idzie donośności. Przeprowadzono remont instalacji elektrycznej, naprawy uszkodzeń wież artyleryjskich i stanowiska dowodzenia, zmieniono ustawienie dział przeciwlotniczych, zakonserwowano podwodną część kadłuba i naprawiono uszkodzone śruby napędowe. Także wówczas zamknięto płytami pancernymi ambrazury kazamat po usuniętych działach kal. 75 mm. Na początku 1917 roku przeprowadzono przegląd maszyn i kotłów.
28 listopada?/11 grudnia 1916 roku nastąpiła zmiana na stanowisku dowódcy „Sławy”. Miejsce komandora Kowalewskiego, przeniesionego do pracy sztabowej, zajął komandor P.M. Plen.
1917

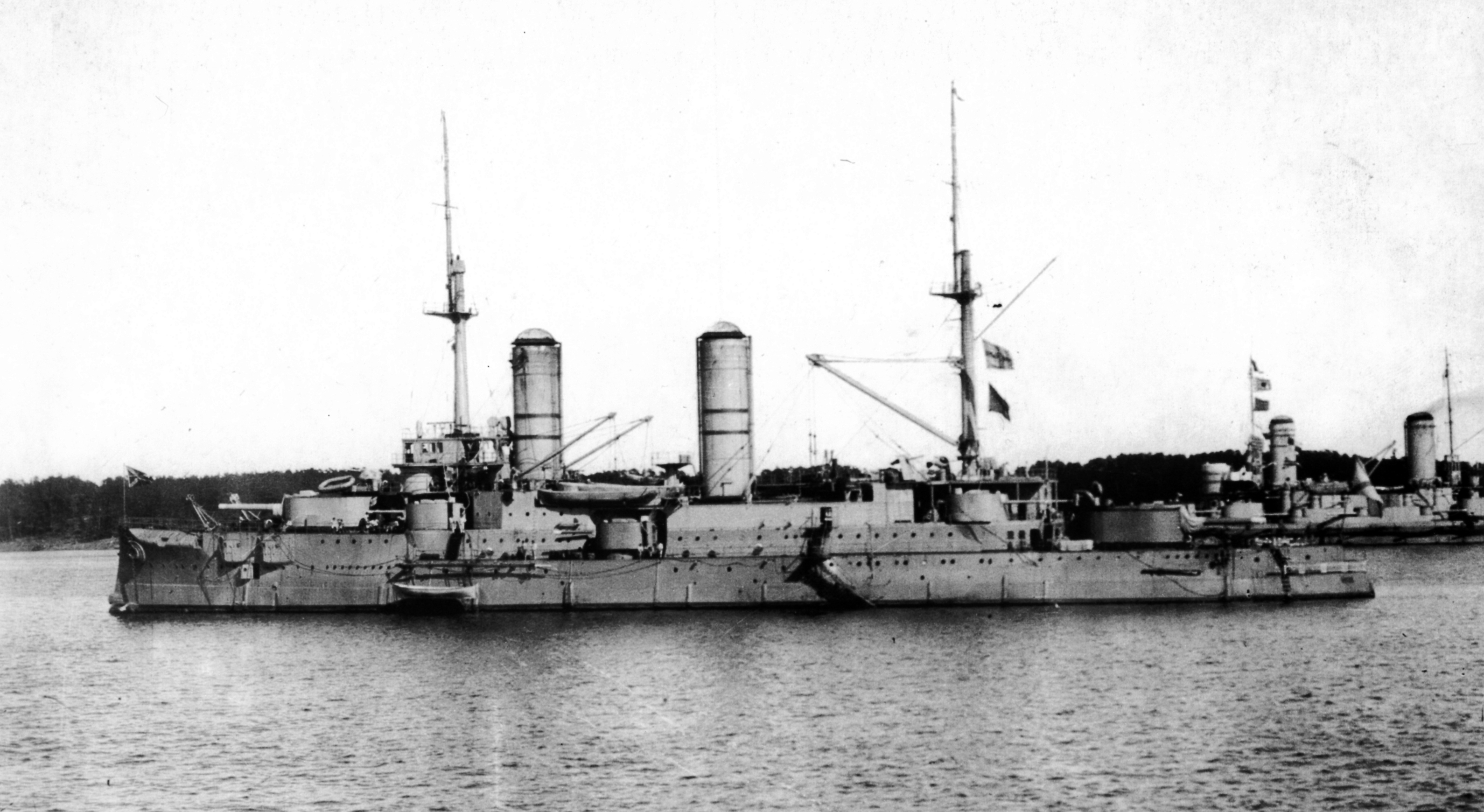
„Sława” (na pierwszym planie) i „Andriej Pierwozwannyj” w fińskich szkierach, lipiec 1917

Początek 1917 roku zastał „Sławę” stojącą na zimowisku w Sveaborgu. Na okręcie wciąż trwały prace remontowe, zaczęte jeszcze w listopadzie w Kronsztadzie. Załogę nękały zaś różne choroby zakaźne. Lutowe zamieszki i obalenie caratu, które wywołały ciąg buntów i zamieszek wśród marynarzy Floty Bałtyckiej, także na zimujących w Sveaborgu pancernikach „Andriej Pierwozwannyj” i „Impierator Pawieł I”, na „Sławie” minęły stosunkowo spokojnie. Powołano co prawda komitet okrętowy, który zastosował wobec oficerów tymczasowy areszt, lecz ostatecznie nie usunięto ich z okrętu, wbrew żądaniom o wiele bardziej rewolucyjnie nastawionych marynarzy z „Impieratora Pawła I”, którzy skierowali na bratni okręt lufy swych dział i wysłali po lodzie grupę desantową, mającą pomóc „zaprowadzić porządek”. Marynarze „Sławy” nie wpuścili ich jednak na pokład, a wkrótce potem uroczyście zaprzysięgli wierność swym oficerom. Dużą rolę odegrała tu świadomość, że oficerowie przez dwa poprzednie lata narażali się równo z załogą w bojach w Zatoce Ryskiej i dzielili te same trudy, a rewolucjoniści z dwóch pozostałych pancerników ani razu nie mieli okazji zmierzyć się z wrogiem w bezpośrednim boju. Jedyną ofiarą samosądu marynarzy „Sławy” był bosman Wasilienko.
7 marca?/20 marca komandor Plen został odwołany do sztabu floty, a pod koniec miesiąca jego miejsce zajął kapitan I rangi (komandor) Władimir G. Antonow, były starszy oficer pancernika w kampanii 1915 roku, doskonale znany i mający poważanie wśród załogi. W maju, po zakończeniu prac, okręt był gotów do rozpoczęcia kolejnej kampanii. W tym czasie nastąpiła wymiana części marynarzy: weteranów zastąpili młodzi, niemający doświadczenia bojowego, spośród których wielu było aktywnymi zwolennikami bolszewików i anarchistów. Po otrzymaniu rozkazu rozpoczęcia przygotowań dla kolejnego przejścia na front w Zatoce Ryskiej – opóźnionego w związku z ostrzejszą niż zwykle zimą i dłużej trwającym zalodzeniem akwenu – rozpoczęły się wiece i protesty, a komitet okrętowy wystosował 13 czerwca?/26 czerwca rezolucję, w której proponował, by do Zatoki Ryskiej wysłać którychś z pancerników: „Andrieja Pierwozwannego” lub „Riespublikę” (przemianowany „Impierator Pawieł I”). Centralny Komitet Floty Bałtyckiej odrzucił jednak propozycję załogi, nakazując okrętowi wypełnić rozkazy dowództwa. To, oraz zdecydowana postawa komandora Antonowa, spowodowały stopniowe uśmierzenie buntowniczych nastrojów wśród marynarzy.
Ostatecznie „Sława” opuściła Sveaborg w lipcu, a 26 sierpnia?/8 września dołączyła do zimującego w Moonsundzie „Grażdanina” (dawnego „Cesariewicza”) i pozostałych okrętów rosyjskich. Tymczasem dowództwo niemieckie po zajęciu Rygi przygotowywało operację desantową, której celem były Wyspy Moonsundzkie. Kaiserliche Marine otrzymała zadanie zniszczenia bazujących w Zatoce Ryskiej okrętów rosyjskich. Do wsparcia desantu wyznaczono duże siły floty, z najnowszym pancernikiem „Bayern”. Obrona rosyjska w regionie była nie skonsolidowana, a nastroje wśród żołnierzy i marynarzy złe. Marynarka wojenna otrzymała zadanie współdziałania z wojskami lądowymi i obrony Cieśniny Irbeńskiej, a w przypadku wdarcia się nieprzyjaciela w głąb Zatoki Ryskiej, niedopuszczenia do opanowania przezeń Moonsundu i otwarcia drogi do Zatoki Fińskiej, co mogłoby bezpośrednio zagrozić stolicy Rosji.
Od 11 września?/24 września trwały naloty niemieckich samolotów i sterowców na rosyjskie pozycje. Właściwe działania desantowe w zatoce Taga na Ozylii rozpoczęły się 29 września?/12 października, gdy oddziały niemieckie, wspierane ogniem okrętów liniowych bez przeszkód osiągnęły brzeg i zajęły przyczółki. Na morzu Niemcy uzyskali kontrolę nad Soëlosundem i zachodnim krańcem Zatoki Kassarskiej, po czym rozpoczęli intensywne ich trałowanie. Wysłane tam rosyjskie niszczyciele zostały zmuszone do odwrotu przez przeważające siły niemieckie, a jeden z nich zatopiony. 2 października?/15 października Niemcy wysadzili oddziały na Dagö. Postępy ich wojsk umożliwiły ciężkim okrętom wejście na Zatokę Ryską i zagrożenie stacjonującym w Moonsundzie jednostkom rosyjskim od południa – ze względu na niewielką głębokość droga przez Soëlosund była dostępna jedynie dla niszczycieli.
Następnego dnia weszła do walki „Sława”, wspierając ogniem swych dział walczące w Soëlosundzie i u wejścia do Zatoki Kassarskiej niszczyciele oraz ostrzeliwując ogniem pośrednim (korygowanym telefonicznie z transportowca „Libawa”) oddziały niemieckie atakujące groblę Orissar, łączącą wyspy Ozylię i Moon. Tego dnia wystrzelono 18 pocisków kal. 305 mm z wieży dziobowej, osiągając zadowalające rezultaty.
4 października?/17 października rano Niemcy rozpoczęli pochód na północ z Zatoki Ryskiej w kierunku rosyjskiej bazy w Kuivasto i Cieśniny Moonsundzkiej. W awangardzie płynęły trałowce, osłaniane bezpośrednio przez krążownik lekki „Kolberg” i niszczyciele, za nimi postępowały siły główne z pancernikami „König” i „Kronprinz”. Dozorujący na południe od zagrody minowej broniącej wejścia do Moonsundu niszczyciel „Diejatielnyj” został ostrzelany przez niemieckie pancerniki i uszedł na północ, donosząc przez radio wiceadmirałowi Bachiriewowi o zbliżającym się nieprzyjacielu. Ten rozkazał „Sławie” i „Grażdaninowi” wyjść na redę Kuivasto i przygotować się do boju. Sam dołączył do pancerników na swym flagowym krążowniku „Bajan”.

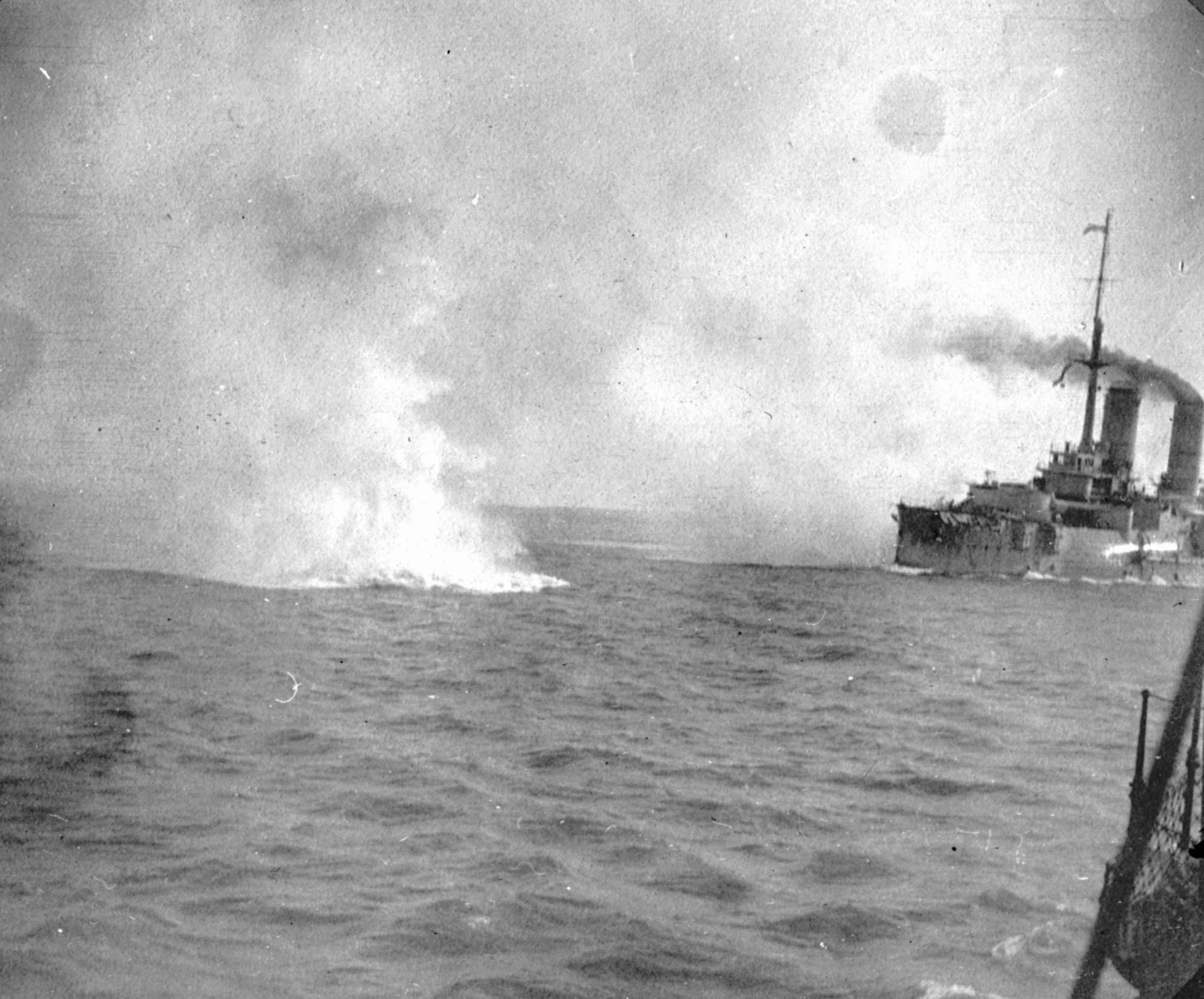
„Sława” w bitwie

Spośród rosyjskich jednostek „Sława” miała, dzięki ostatniej modernizacji, największą donośność dział głównego kalibru, ocenianą na 116 kabli. Artyleria „Grażdanina” ustępowała jej znacznie w tym parametrze, osiągając jedynie 88 kabli. „Bajan” mógł w boju z niemieckimi drednotami pełnić jedynie rolę pomocniczą, zarówno ze względu na małą donośność, jak i znacząco mniejszą siłę ognia. Jednak artyleria „Sławy” w jej ostatnim boju nie była w pełni sprawna: trzy dni wcześniej z jej rufowego stanowiska dowodzenia zdemontowano i przeniesiono na stanowisko brzegowe dalmierz, co powodowało, że niemożliwe było wypracowanie danych do strzelania bezpośrednio w kierunku rufy – martwy kąt wynosił około 45°.
O 9.12 ze wszystkich trzech okrętów zobaczono na horyzoncie dym i maszty zbliżających się jednostek przeciwnika. Ogłoszono alarm bojowy i załogi zajęły stanowiska. Wkrótce nad redą pojawiły się niemieckie samoloty, jeden z nich przeleciał nad „Sławą”, nie atakując jej. Wkrótce oba pancerniki, prowadzone przez „Bajana”, ruszyły na południe w stronę wyznaczonej pozycji obronnej. O 10.05 „Sława” otworzyła ogień z rufowej wieży w kierunku trałowców, na dystansie 115 kabli. Ze względu na zbyty dużą odległość od celu „Grażdanin”, który otworzył ogień pół minuty później, przerwał go, oczekując zmniejszenia dystansu. Po 10 minutach strzelać zaczęła artyleria niemieckich drednotów, których pociski upadały blisko „Sławy”. Ta rozdzieliła ogień: wieża dziobowa strzelała do trałowców i osłaniających je niszczycieli, rufowa do pancerników. Obie strony były ograniczone w manewrach w wąskim przesmyku, a pomiędzy nimi znajdowało się pole minowe, które nie pozwalało zmniejszyć dystansu.
Rosyjski ogień (pancerników i baterii nadbrzeżnej we wsi Woj) zmusił na pewien czas niemieckie trałowce do schronienia się za zasłoną dymną i odstąpienia. Zawróciły na południe również niszczyciele i krążowniki „Kolberg” i „Straßburg”. Jednak sukces ten został okupiony awarią obu dział dziobowej wieży „Sławy”, w których wystąpiła awaria zamków. Chwilową przerwę w boju wykorzystano na odpoczynek dla załóg, a do pancerników zbliżyły się niszczyciele, wyznaczone dla ich eskorty. Z wież artyleryjskich kal. 152 mm usunięto znajdujące się dotychczas w zapasie podręcznym pociski burzące, używane do zwalczania okrętów podwodnych. Prawdopodobieństwo ich ataku na wodach Moonsundu uznano za zbyt znikome, aby narażać okręt na eksplozję ładunków w przypadku trafienia w wieżę.
Gdy niemieckie trałowce ponownie zbliżyły się do miejsca stacjonowania obu pancerników, te znów zajęły pozycję bojową. Pierwszy zaczął strzelać „Grażdanin”, zaraz po nim o 12.10 „Sława”. Jej ogień prowadzony był z rufowej wieży na burtę, by umożliwić prawidłową pracę dalmierzy. Wkrótce, wraz ze zmniejszaniem dystansu, do walki włączyły się „Bajan” i dwa najbliższe przeciwnika niszczyciele: „Donskoj kazak” i „Turkmieniec Stawropolskij”. Pomimo silnego ostrzału trałowcom udało się przetrałować przejście w polu minowym, co umożliwiło ponowne włączenie się do walki drednotów „König” i „Kronprinz”. Oba ruszyły na północ z prędkością 18 węzłów, idąc w szyku namiaru, a po zbliżeniu się do pozycji Rosjan otworzyły ogień. Przez pierwsze 10 minut był on nieskuteczny, jednak o 12.25 salwa „Königa” nakryła „Sławę”. Bezpośrednio w okręt trafiły trzy pociski kal. 305 mm.

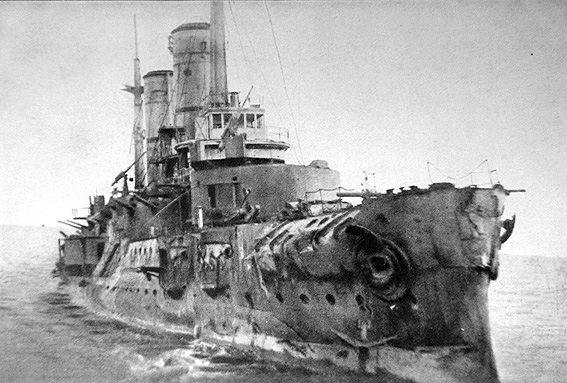
Wrak „Sławy”

Pierwszy z nich uderzył w lewą burtę poniżej pasa pancernego i eksplodował w korytarzu przyburtowym w rejonie dziobowego pomieszczenia generatorów, pozbawiając prądu całą instalację elektryczną przedniej części okrętu. Drugi z pocisków trafił w część dziobową, również poniżej linii wodnej, powodując zalanie części pomieszczeń. Trzeci eksplodował na pasie pancernym w rejonie lewoburtowej maszynowni, rozszczelniając blachy poszycia. Do wnętrza kadłuba dostało się ponad 1130 ton wody, zalewając między innymi komory amunicyjne dziobowej wieży artyleryjskiej. Ciemności, które zapanowały wewnątrz okrętu, utrudniały akcję ratowniczą i ewakuację załogi. Pancernik nabrał 8° przechyłu na lewą burtę, część dziobowa przegłębiła się o około 1,5 metra, co uniemożliwiło wycofanie jednostki przez nazbyt płytki kanał na północ.
O 12.29 „Sława” została trafiona jeszcze dwoma pociskami, z których pierwszy rozerwał się w pokładowej kaplicy, a drugi na pokładzie bateryjnym. Spowodowały różnego rodzaju uszkodzenia w konstrukcji i wyposażeniu, wywołały również pożar, który został jednak ugaszony w przeciągu kwadransa. Dym z pożaru dostał się ciągami wentylacyjnymi do drugiej kotłowni, którą musiano ewakuować. Także pierwsza kotłownia poniosła szkody w eksplozjach, a komory amunicyjne wież dział kal. 152 mm zatopiono dla uniknięcia niebezpieczeństwa wybuchu ładunków. W późniejszej fazie walki w okręt trafiły jeszcze jeden lub dwa pociski. Wśród młodszych marynarzy pojawiły się oznaki paniki.
Również „Grażdanin” został dwukrotnie trafiony przez „Kronprinza”, jednak nie odniósł takich uszkodzeń jak „Sława”. Widząc beznadziejność obrony, wiceadmirał Bachiriew wydał rozkaz wycofania się na północ. Jako pierwsze miały tam odejść jednostki pomocnicze i mniejsze okręty, następnie krążowniki i pancerniki. „Sława”, której powiększające się zanurzenie uniemożliwiało poruszanie się torem wodnym w Cieśninie Moonsundzkiej, miała zostać samozatopiona dla jego zablokowania. Do burty pancernika podeszły niszczyciele, aby przejąć załogę, w pierwszej kolejności rannych. Ewakuację utrudniała spanikowana część marynarzy.

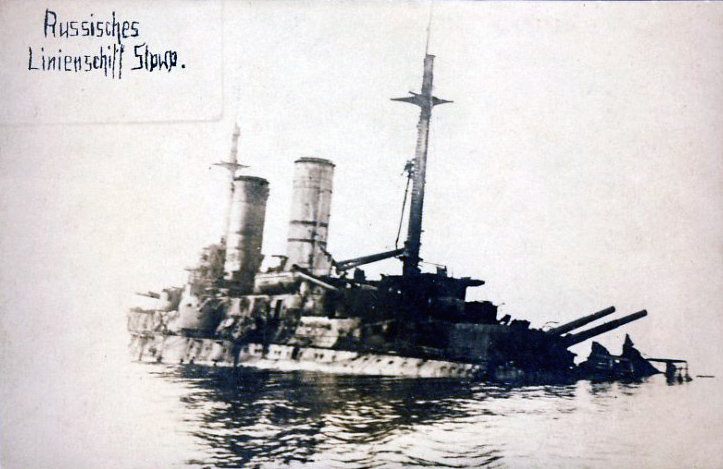
Wrak „Sławy” od rufy na niemieckim zdjęciu

Na pokładzie pozostali tylko ochotnicy dowodzeni przez kapitana Antonowa. Przygotowali oni do wysadzenia rufowe komory amunicyjne i przeprowadzili ostatnią inspekcję okrętu, by upewnić się, że nikt nie pozostał w pomieszczeniach. Po zakończeniu prac wsiedli do kutra admiralskiego (kapitan Antonow jako ostatni) i odbili od burty „Sławy”, która w tym czasie zdryfowała na mieliznę. Ponieważ wybuch opóźniał się, dla jej zniszczenia towarzyszące niszczyciele „Moskwitianin”, „Amur” i „Turkmieniec-Stawropolskij” wystrzeliły torpedy. Pierwszych pięć jednak zawiodło i dopiero szósta, z „Turkmienca-Stawropolskiego”, wybuchła. Po eksplozji rufowych komór o 13.58 i dwóch dalszych wybuchach do godziny 14.20, okręt zatonął na płyciźnie, jednakże nie w samym torze wodnym, a ok. 2-3 kable na południowy wschód od wejścia. Nad powierzchnią wody pozostały nadbudówki i górna część kadłuba. Okręt ogarnął pożar, który trwał dwa dni.
Liczba ofiar ostatniego boju „Sławy” nie jest dokładnie znana: według jednego ze źródeł zginęło czterech marynarzy, rannych zostało dalszych 14, z których trzech zmarło w następnych dniach, według innego zginęło trzech marynarzy, 12 dalszych odniosło rany. Z uwagi na zniszczenie dokumentów okrętowych ustalenie tej liczby prawdopodobnie nie jest możliwe.
Wieczorem niemieckie dowództwo, nie znające ostatecznego losu „Sławy” i podejrzewające, że pancernik jest tylko uszkodzony i osadzony na płyciźnie, wysłało dla jego odnalezienia i dobicia torpedami trzy niszczyciele. Pod jednym z nich, S 64, wybuchła jedna z nowo postawionych rosyjskich min, uszkadzając go poważnie. Podczas próby holowania przez S 61 uszkodzony okręt wszedł na mieliznę i załoga musiała go opuścić. Podczas manewrów oba pozostałe niszczyciele również poniosły szkody i w efekcie musiały zostać odesłane do stoczni remontowej.

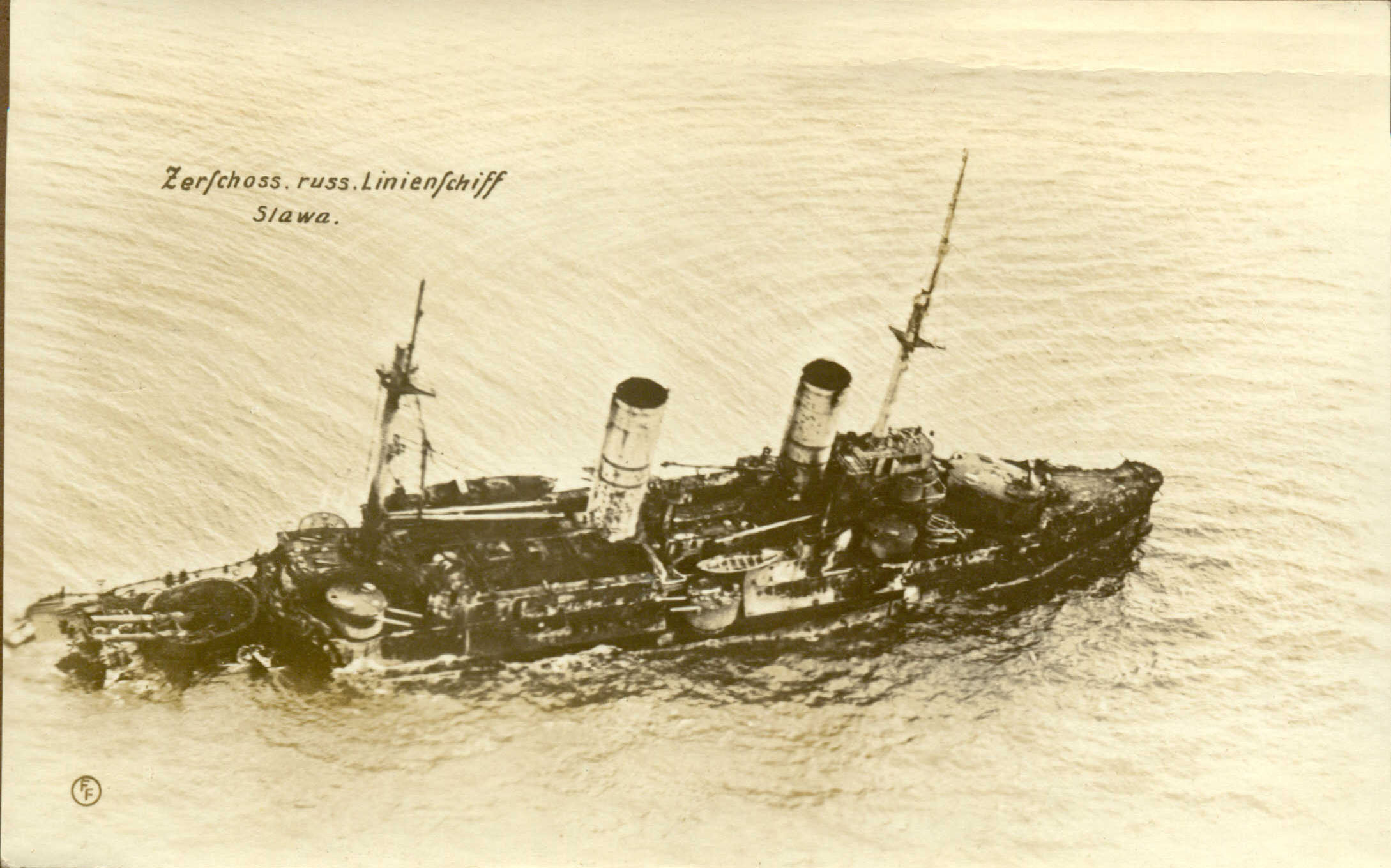
Wrak „Sławy” – zdjęcie lotnicze

Wrak „Sławy” pozostał na miejscu zatopienia. Część wyposażenia zatopionego okrętu została zniszczona przez załogę, część zdjęli miejscowi rybacy. Po zajęciu archipelagu przez Niemców, zdemontowali oni z pancernika wszystko, co możliwe, w tym elementy wykonane z metali kolorowych, przede wszystkim śruby napędowe. Niemieccy żołnierze urządzali wycieczki na wrak, robili zdjęcia i zbierali pamiątki. Dopiero w 1926 roku rząd Łotwy zezwolił prywatnej firmie pocięcie wraku na miejscu, a od 1931 roku prowadzono prace metodą wybuchową. Dzieła zniszczenia dopełniło morze, pokrywając resztki wraku piaskiem i mułem. Niektóre elementy wyposażenia zostały zachowane w muzeach morskich w Tallinnie oraz w Petersburgu.